# Шенгенська зона
Шенгенська зона включає в себе 29 європейських держав, що приєдналися до однойменної угоди, підписаної в селі Шенген (Люксембург) в 1985 році. У плані міжнародних подорожей Шенгенська зона діє подібно до єдиної держави з прикордонним контролем на зовнішньому кордоні — при в'їзді та виїзді із зони, але без прикордонного контролю на внутрішніх кордонах держав, що входять у цю зону.
З 27 країн ЄС 25 входять до Шенгенської зони. З двох членів ЄС, які не входять до Шенгенської зони, Кіпр юридично зобов'язаний приєднатись до цієї зони в майбутньому; Ірландія зберігає право на неучасть, натомість застосовуючи власну візову політику, перебуваючи в єдиному міграційному просторі разом з Сполученим Королівством. Чотири країни-члени Європейської асоціації вільної торгівлі (ЄАВТ), Ісландія, Ліхтенштейн, Норвегія та Швейцарія, не є членами ЄС, але підписали угоди про приєднання до Шенгенської угоди і є членами Шенгенської зони. Крім того, три європейські мікродержави — Монако, Сан-Марино та Ватикан — зберігають відкриті кордони для пасажирських перевезень зі своїми сусідами, і тому вважаються де-факто членами Шенгенської зони через практичну неможливість подорожувати до них або з них без транзиту, принаймні через одну країну-члена Шенгенської зони.
Населення Шенгенської зони становить майже 420 мільйонів людей і площа 4 312 099 квадратних кілометрів (1 664 911 кв. миль). Близько 1,7 мільйона людей щодня їздять на роботу через внутрішній європейський кордон, а в деяких регіонах ці люди складають до третини робочої сили. Щороку загалом кордони Шенгенської угоди перетинають 1,3 мільярда людей. 57 мільйонів переїздів пов'язані з перевезенням вантажів автомобільним транспортом вартістю 2,8 трильйона євро щороку. Зниження вартости торгівлі через Шенген коливається від 0,42 % до 1,59 % залежно від географії, торгових партнерів та інших факторів. Держави Шенгенської зони посилили контроль на кордоні з країнами, які не входять до Шенгенської зони.

## Історія
Шенгенська угода була підписана 14 червня 1985 року п'ятьма з десяти держав-членів ЄС у місті Шенген, Люксембург. Шенгенська зона була створена окремо від Європейських співтовариств, коли не вдалося досягти консенсусу між усіма державами-членами ЄС щодо скасування прикордонного контролю. Відтоді до числа країн, що підписали Конвенцію, приєдналися Італія (1990), Іспанія та Португалія (1991), Греція (1992), Австрія (1995), Швеція, Фінляндія і Данія (1996); Конвенцію підписали також Ісландія та Норвегія.
1990 року Угода була доповнена Шенгенської конвенцією, яка пропонувала скасування внутрішнього прикордонного контролю та спільну візову політику. Угоди та прийняті відповідно до них правила були повністю відокремлені від структур ЄС і призвели до створення Шенгенської зони 26 березня 1995 року.
Оскільки все більше країн-членів ЄС підписали Шенгенську угоду, було досягнуто консенсусу щодо включення її в процедури ЄС. Угода та пов'язані з нею конвенції були включені до основного законодавства Європейського Союзу Амстердамським договором у 1997 році, який набув чинности в 1999 році. Наслідком того, що Угода є частиною європейського права, є те, що будь-які поправки чи правила вносяться в рамках її процесів, у яких не беруть участь члени ЄС.
З 1923 року Сполучене Королівство, країни, що залежать від корони, та Ірландія мають Єдиний міграційний простір (CTA) (з вільним пересуванням між паспортами та свободою пересування), але Сполучене Королівство не скасовує прикордонний контроль з будь-якою іншою країною, тому відмовилася від Шенгенської угоди. Не підписуючи Шенгенську угоду, Ірландія завжди більш прихильно дивилася на приєднання, але не зробила цього, щоб зберегти CTA та свій відкритий кордон з Північною Ірландією.

## Країни-члени
До Шенгенського простору входять 25 з 27 держав-членів ЄС (усі, крім Ірландії і Кіпру) та 4 країни ЄАВТ (Ліхтенштейн, Норвегія, Ісландія, та Швейцарія).
21 грудня 2007 року до Шенгенської зони приєдналися 9 нових держав-членів ЄС, що пристали в Союз 2004 року (окрім Кіпру). Станом на 2011 рік угода діяла в 26 країнах: Австрії, Бельгії, Данії, Фінляндії, Франції, Німеччині, Ісландії, Італії, Греції, Ліхтенштейні, Люксембурзі, Нідерландах, Норвегії, Португалії, Іспанії, Швеції, Естонії, Латвії, Литві, Польщі, Словаччині, Словенії, Угорщині, Чехії, Швейцарії.
Естонія, Латвія, Литва, Польща, Словаччина, Словенія, Угорщина, Чехія приєдналися до Шенгенської зони 21 грудня 2007 року. Входження Польщі в Шенгенську інформаційну систему (ШІС) відбувається у два етапи: з 1 вересня 2007 р. року Польща бере участь в електронному обміні інформацією в Шенгенській зоні; другий етап охоплює скасування внутрішніх кордонів — контроль на польських внутрішніх кордонах скасовано 21 грудня 2007, а контроль в авіасполученнях — 29 березня 2008 року.
5 червня 2005 року на референдумі в Швейцарії громадяни проголосували за входження країни до Шенгенської зони. 12 грудня 2008 року Швейцарія приєдналась до Шенгенської зони. 12 грудня 2008 року Швейцарія приєдналася до Шенгенського безвізового простору. Разом з тим паспортно-візовий контроль скасовано лише з 29 березня 2009 року, з набуттям чинности літнього розкладу авіарейсів.
Причиною для участі в Шенгені є покращення поліцейської та судової співпраці в боротьбі проти міжнародної злочинности, спрощення в'їзду для осіб з країн з візовим режимом, що, отримавши шенгенську візу, змогли в'їхати також і до Швейцарії.
Усі Шенгенські країни, окрім Ісландії, Ліхтенштейну, Норвегії та Швейцарії, є членами ЄС.

### Поточні члени
| Держава | Приєднання до угоди                                                              | Скасування прикордонного контролю | Припинення | Винятки | Примітки |
| Австрія | 28 квітня 1995                                                                   | 1 грудня 1997                     | | | |
| Андорра | —                                                                                | —                                 | | | З боку Андорри відсутній прикордонний контроль на кордонах з Іспанією й Францією. Проте з боку Франції та Іспанії вибірковий контроль залишається, а іноземці, що в'їхали до Франції чи Іспанії за одноразовою шенгенською візою, не мають легальної можливости відвідувати Андорру.                    |
| Бельгія | 14 червня 1985                                                                   | 26 березня 1995                   | З 10 по 30 січня 2000 року, у зв'язку з амністією осіб без права на перебування в країні. Перед і під час чемпіонату Європи з футболу 2000. | | |
| Болгарія | 31 березня 2024 (морські та повітряні кордони); 1 січня 2025 (сухопутні кордони) |                                   | | | |
| Ватикан | —                                                                                | 26 жовтня 1997                    | | | З погляду прикордонного режиму де-факто частина Італії. |
| Угорщина | 16 квітня 2003                                                                   | 21 грудня 2007                    | | | |
| Німеччина | 14 червня 1985                                                                   | 26 березня 1995                   | Перед і під час чемпіонату світу з футболу 2006. Під час зустрічі «Великої вісімки» в 2007 році.                                            | | З приєднанням НДР до ФРН 3 жовтня 1990 року, Шенгенська угода поширилась і на територію колишньої НДР. Місто Бюзінген-на-Верхньому Рейні і острів Гельголанд не входять до митного союзу ЄС. При цьому Бюзінген-на-Верхньому Рейні є в митному союзі зі Швейцарією.                                     |
| Греція | 6 листопада 1992                                                                 | 26 березня 2000                   | | | Формальне набуття чинности вже в 1997 році, але через сумніви інших держав ЄС щодо надійности й безпеки, фактично лише з 2000 року. |
| Данія | 19 грудня 1996                                                                   | 25 березня 2001                   | | Гренландія Фарерські острови                                                                                    | Фарерські острови, не входячи до Шенгенської зони, в той же час входять до північного паспортного союзу. Громадяни країн цього союзу мають право в'їжджати на острови не проходячи паспортного контролю. Це право не поширюється на громадян третіх країн, в тому числі й громадян Європейського Союзу. |
| Естонія | 16 квітня 2003                                                                   | 21 грудня 2007                    | 17-23 квітня 2010. Зустріч міністрів закордонних справ НАТО в Естонії.                                                                      | | |
| Ірландія | 29 травня 2000                                                                   | -                                 | | | Подано заявку до Ради ЄС на участь у передбачених Шенгенським законодавством постановах про поліцейське й судове співробітництво. Заявку схвалено, проте формально поки чинности не набула. |
| Ісландія | 19 грудня 1996 18 травня 1999                                                    | 25 березня 2001                   | | | |
| Іспанія | 25 червня 1991                                                                   | 26 березня 1995                   | | Сеута Мелілья (паспортний контроль при виїзді з території африканських міст на решту території Іспанії)         | |
| Італія | 27 листопада 1990                                                                | 26 жовтня 1997                    | Перед і під час зустрічі «Великої вісімки» в 2001 році в Генуї. Перед і під час зустрічі «Великої вісімки» в 2009 році в Аквілі.            | | Міста Кампіоне-д'Італія й Лівіньйо не входять до митного союзу ЄС. Кампіоне-д'Італія є при цьому в митному союзі зі Швейцарією. |
| Кіпр | 16 квітня 2003                                                                   | -                                 | | Північна частина острова залишається непідконтрольною уряду Кіпру, і до неї законодавство ЄС не застосовується. | Повне застосування законодавства відкладено на невизначений термін через небажання Кіпром встановлення жорсткого прикордонного режиму з Турецькою Республікою Північного Кіпру. |
| Латвія | 16 квітня 2003                                                                   | 21 грудня 2007                    | 24.05-01.06.2010 у зв'язку з проведенням в Ризі Парламентської Асамблеї країн НАТО.                                                         | | |
| Литва | 16 квітня 2003                                                                   | 21 грудня 2007                    | Перед і під час зустрічі міністрів оборони держав НАТО в Вільнюсі в 2008 році.                                                              | | |
| Ліхтенштейн | 28 лютого 2008                                                                   | 19 грудня 2011                    | | | |
| Люксембург | 14 червня 1985                                                                   | 26 березня 1995                   | | | |
| Мальта | 16 квітня 2003                                                                   | 21 грудня 2007                    | | | |
| Монако | —                                                                                | 26 березня 1995                   | | | З погляду прикордонного режиму де-факто частина Франції. |
| Нідерланди | 14 червня 1985                                                                   | 26 березня 1995                   | Перед і під час чемпіонату Європи з футболу 2000.                                                                                           | Аруба Кюрасао Сінт-Мартен Карибські Нідерланди                                                                  | |
| Норвегія | 19 грудня 1996 18 травня 1999                                                    | 25 березня 2001                   | | Свальбард (вільний доступ за Шпіцбергенським трактатом)                                                         | |
| Польща | 16 квітня 2003                                                                   | 21 грудня 2007                    | | | |
| Португалія | 25 червня 1991                                                                   | 26 березня 1995                   | Перед і під час чемпіонату Європи з футболу 2004. 16.-20.11.2010 у зв'язку із зустріччю глав держав НАТО                                    | | |
| Сан-Марино | —                                                                                | 26 жовтня 1997                    | | | З погляду прикордонного режиму де-факто частина Італії. |
| Словаччина | 16 квітня 2003                                                                   | 21 грудня 2007                    | | | |
| Словенія | 16 квітня 2003                                                                   | 21 грудня 2007                    | | | |
| Фінляндія | 19 грудня 1996                                                                   | 25 березня 2001                   | | | |
| Франція | 14 червня 1985                                                                   | 26 березня 1995                   | | Заморські департаменти                                                                                          | |
| Хорватія | 9 грудня 2011                                                                    | 1 січня 2023                      | | | |
| Чехія | 16 квітня 2003                                                                   | 21 грудня 2007                    | | | |
| Швейцарія | 16 жовтня 2004                                                                   | 12 грудня 2008                    | | | Митний контроль залишається, оскільки Швейцарія не перебуває в митному союзі з Європейським Союзом. |
| Румунія | 31 березня 2024 (морські та повітряні кордони); 1 січня 2025 (сухопутні кордони) |                                   | | | |
| Швеція | 19 грудня 1996                                                                   | 25 березня 2001                   | | | |
| Держава, повністю застосовує Шенгенське законодавство Держава, де-факто входить до Шенгенської зони Держава, не застосовує Шенгенське законодавство, але зачеплена ним Держава ЄС, неповністю застосовує Шенгенське законодавство Держава, що не є учасник ЄС, але в майбутньому має приєднатись до Шенгенського законодавства ЄС на умовах його повного застосування Держава ЄС, не застосовує Шенгенське законодавство |                                                                                  |                                   | | | |

### Зобов'язані члени
Процедура вступу до Шенгенської зони полягає в тому, що Єврокомісія оцінює певні критерії. Ці критерії включають законодавство про прикордонний контроль, інфраструктуру та організацію, захист персональних даних, візи, депортацію, співпрацю поліції тощо. Після позитивної оцінки члени Шенгенської зони Ради Європейського Союзу разом із Європейським Парламентом ухвалюють одноголосне рішення прийняти нового члена.
| Держава   | Площа (км²) | Населення | Підписано      | Можливе вирішення                | Умови |
| --------- | ----------- | --------- | -------------- | -------------------------------- | --- |
| Гібралтар | 6,8         | 34,408    | Не підписано   | Офіційна дата не встановлена     | ЄС і Сполучене Королівство обговорюють договір або іншу домовленість для застосування в Гібралтарі на основі угоди, досягнутої між Сполученим Королівством та Іспанією 31 грудня 2020 року. Гібралтар не є суверенною державою, тому в міжнародному праві Сполучене Королівство діє від імені Гібралтару. |
| Кіпр      | 9251        | 1,170,125 | 16 квітня 2003 | Офіційної кінцевої дати не існує | Асиметричний прикордонний режим, викликаний кіпрським конфліктом |

### Території країн Шенгенської угоди за межами Зони
Є території країн-учасниць Шенгенської угоди, які виключені з Шенгенської угоди. Території, розташовані за межами Європи, не входять до Шенгенської зони. Єдині території країн-членів Шенгенської угоди, розташовані в Європі, але виключені, це Фарерські острови (Королівство Данія) та Шпіцберген (Норвегія).
Включено до Шенгенської зони усі не-Європейські території Португалії й Іспанії: Азорські острови й Мадейра, Сеута, Мелілья й Канарські острови. Дія Угоди не розповсюджуються на всі заморські території Франції, Аруба й Нідерландські Карибські острови (Нідерланди), Гельголанд і Бюзінген (Німеччина), Свалбард (Норвегія), Північний Кіпр.
Лівіньйо (Італія) має митну таксу й митні чеки, а також вибірковий паспортний контроль.

#### Данські території
Території Королівства Данії — Фарери та Гренландія не входять ні до Європейського Союзу, ні до Шенгенської зони, тому візи у власне установчу країну Данія не діють автоматично на цих територіях. Однак на обох цих територіях відсутній прикордонний контроль при прибутті з Шенгенської зони, і авіа- чи морські перевізники відповідають за перевірку документів перед посадкою, як це зазвичай буває під час подорожей всередині Шенгенської зони. Громадяни країн ЄС/ЄАВТ можуть подорожувати на Фарери за паспортом або національною карткою, що посвідчує особу, а до Гренландії — лише за паспортом, тоді як громадяни Данії, Фінляндії, Ісландії, Норвегії чи Швеції можуть використовувати будь-яке прийнятне посвідчення особи (наприклад, водійські права або банківські ідентифікаційні картки, чого не рекомендується, оскільки літак може бути спрямований до Шотландії під час туману).

#### Нідерландські території
Лише європейська територія Королівства Нідерланди, тобто власне установча країна Нідерланди є частиною Шенгенської зони. Шість нідерландських територій у Карибському басейні знаходяться за межами Зони. Три з цих територій — Бонайре, Сінт-Естатіус і Саба (разом відомі як острови БЕС) — є спеціальними муніципалітетами в межах власне Нідерландів. Інші три — Аруба, Кюрасао та Сінт-Мартен — є установчиними країнами в складі Королівства Нідерланди. Усі острови зберігають свій статус заморських країн і територій і, отже, не є частиною Європейського Союзу. Шість територій мають окрему візову систему від європейської частини Нідерландів, і люди, які подорожують між цими островами та Шенгенської зоною, підлягають повній перевірці на кордоні, причому паспорт вимагають навіть громадяни ЄС/Шенгену, включно з нідерландцями (національні ідентифікаційні картки не приймаються).

#### Норвезькі території
Шпіцберген є частиною Норвегії і має особливий статус згідно з міжнародним правом. Він не входить до Шенгенської зони. На Шпіцбергені не існує візового режиму ні для в'їзду, ні для проживання, ні для роботи, але відвідати Свальбард, не подорожуючи через Шенгенську зону, важко, хоча є чартерні рейси з Російської Федерації. З 2011 року уряд Норвегії запровадив систематичні прикордонні перевірки для осіб, які бажають в'їхати та виїхати зі Шпіцбергена, вимагаючи паспорта або національного посвідчення особи для негромадян Норвегії. У результаті кордон між Шпіцбергеном та рештою Норвегії в основному розглядається як будь-який інший зовнішній кордон Шенгену. Шенгенська віза має бути багаторазовою, щоб дозволити повернутися до Норвегії. На Шпіцбергені немає системи соціального забезпечення чи надання притулку для іммігрантів, і люди, які не в змозі прогодувати себе, можуть бути депортовані.

#### Французькі території
Французькі заморські департаменти Французька Гвіана, Гваделупа, Мартиніка, Майотта та Реюньйон, а також заморська громада Сен-Мартен є частиною Європейського Союзу, але не є частиною Шенгенської зони, що означає, що ви не можете подорожувати до цих департаментів з французькою шенгенською візою. Застосовуються положення ЄС про свободу пересування, але на кожній території діє власний візовий режим для громадян, які не входять до Європейської економічної зони (ЄЕЗ), а також не є громадянами Швейцарії. Хоча віза, дійсна для однієї з цих територій, буде дійсною для всіх, списки звільнень від віз відрізняються.  Шенгенська віза, навіть видана Францією, на цих територіях недійсна. Віза на Сінт-Мартен (яка дійсна для поїздок на нідерландську сторону острова Сен-Мартен) також дійсна для французької сторони. Франція також має кілька територій, які не входять ні до ЄС, ні до Шенгенської зони. Це: Французька Полінезія, Французькі Південні і Антарктичні Території, Нова Каледонія, Сен-Бартельмі, Сен-П'єр і Мікелон, Волліс і Футуна.

### Країни-члени і колишні країни-члени ЄС з правом на неучасть

Держави-члени ЄС, які є учасниками Шенгенської зони
Держави-члени ЄС, які зобов’язані приєднатися до Шенгенської зони
Держави-члени ЄС з правом на неучасть
Держави, які не входять до ЄС, але беруть участь у Шенгені
Держави, що не є членами ЄС, але де-факто беруть участь у Шенгені
Держави, що не входять до ЄС, з відкритим кордоном

Коли країни ЄС вели переговори щодо включення Шенгенської угоди в ЄС згідно з Амстердамським договором, Ірландія та Сполучене Королівство були єдиними державами-членами, які не підписали Угоду. Сполучене Королівство не хотіло приєднуватися, а Ірландія хотіла зберегти свою спільну зону подорожей зі Сполученим Королівством та пов'язаними з ним островами, домовленість, яка була б несумісною з членством у Шенгені, поки Сполучене Королівство залишалося поза ним. У результаті обидва домовилися про право на неучасть від тієї частини договору, яка мала включити шенгенські правила (або acquis) до законодавства ЄС, коли воно набуло чинности 1 травня 1999 року. Згідно з відповідним протоколом, будь-хто може подати запит на участь в аспектах Schengen acquis, але це підлягає схваленню державами Шенгенської угоди.
31 січня 2020 року Сполучене Королівство вийшло з Європейського Союзу, і протокол перестав поширюватися на нього. Ірландія й надалі буде частиноюЄдиного міграційного простору і не приєднається до Шенгенської зони в осяжному майбутньому, оскільки вона хоче залишити відкритим свій сухопутний кордон із Північною Ірландією.
1999 року Сполучене Королівство офіційно звернулося з проханням взяти участь у певних положеннях Schengen acquis — розділі III, що стосуються поліцейської безпеки та судової співпраці — у 1999 році, і цей запит було схвалено Радою Європейського Союзу 29 травня 2000 року. Офіційний дозвіл Сполученого Королівства Участь у раніше схвалених сферах співпраці було введено в дію рішенням Ради 2004 року, яке набуло чинности 1 січня 2005 року. Хоча Сполучене Королівство не входило до Шенгенської безпаспортної зони, вона все ще використовувала Шенгенську інформаційну систему, державна база даних, що використовується європейськими країнами для зберігання та поширення інформації про осіб та майно. Це дозволило Сполученому Королівству обмінюватися інформацією з країнами, які входять до Шенгенської угоди, часто для підтримки зв'язків із правоохоронними органами. 2020 року Сполучене Королівство оголосило про свій намір вийти з цих домовленостей після закінчення перехідного періоду, і зробило це 31 грудня 2020 року.
Навпаки, у той час як Ірландія спочатку подала запит на участь у Schengen acquis у 2002 році, який був схвалений Радою Європейського Союзу, для введення цього рішення в дію знадобилося майже вісімнадцять років. У лютому 2010 року міністр юстиції Ірландії, відповідаючи на парламентське запитання, сказав, що: «Заходи, які дозволять Ірландії виконати вимоги Шенгенської угоди, наразі просуваються». Ірландія приєдналася до правоохоронного аспекту ШІС II 1 січня 2021 року з планами отримати «повну робочу спроможність» через два місяці.

### Статус європейських мікродержав
Три європейські мікродержави — Монако, Сан-Марино та Ватикан — офіційно не є частиною Шенгенської зони, але де-факто вважаються в межах Шенгенської зони, оскільки вони мають відкриті кордони та не мають прикордонного контролю з країнами Шенгенської угоди, які їх оточують. Деякі національні закони містять текст «країни, щодо яких не здійснюється прикордонний контроль на основі Шенгенської угоди та регламенту ЄС 562/2006», що включає мікродержави та інші території, що не входять до ЄС, з відкритими кордонами. Три мікродержави не можуть видавати шенгенські візи і, за винятком Монако, формально не є частиною Шенгенської зони.
Станом на  2015, Андорра, Монако і Сан-Марино ведуть переговори про підписання Угоди про асоціацію з ЄС.

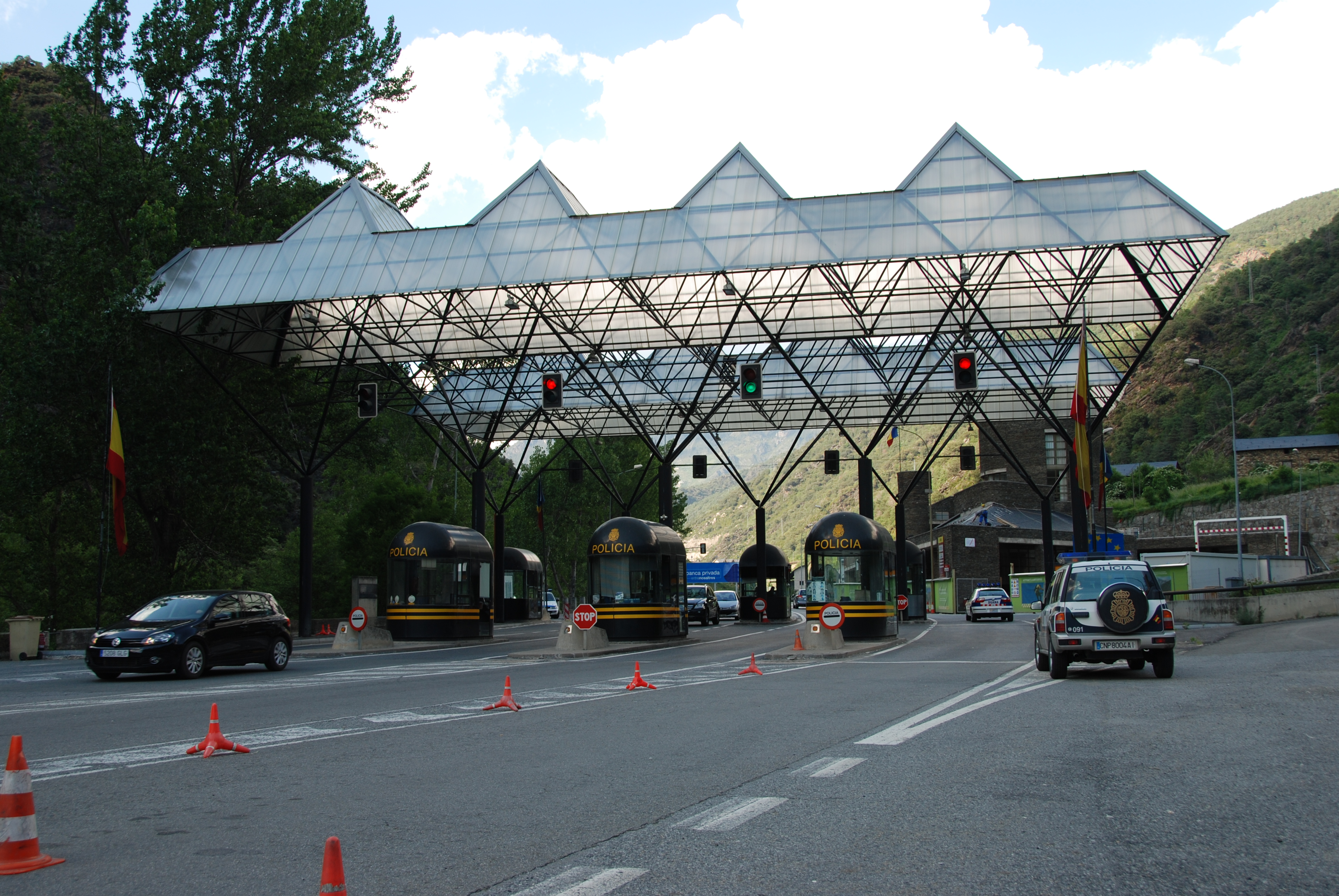
Прикордонний контрольно-пропускний пункт у Ла-Фарга-де-Молас на кордоні Андорри та Іспанії

Андорра не має виходу до моря і не має аеропорту чи морського порту, але є кілька вертодромів. Відвідувачі можуть дістатися до країни лише дорогою або гелікоптером через Францію чи Іспанію, які є членами Шенгенської угоди. Андорра підтримує прикордонний контроль як з Францією, так і з Іспанією. Також існує прикордонний контроль в іншому напрямку, але він більше зосереджений на митному контролі (в Андоррі значно нижчі податки, ніж у її сусідів, наприклад, стандартна ставка ПДВ становить лише 4,5 %). Андорра не має візових вимог. Громадянам країн ЄС для в'їзду в Андорру потрібне національне посвідчення особи або паспорт, тоді як усім іншим потрібен паспорт або еквівалент. Шенгенські візи приймаються, але тим мандрівникам, яким потрібна віза для в'їзду до Шенгенської зони, потрібна багаторазова віза для відвідування Андорри, оскільки в'їзд до Андорри означає виїзд із Шенгенської зони, а повторний в'їзд до Франції чи Іспанії вважається новим в'їздом до Шенгенська зона. Громадяни Андорри не отримують штампу в паспорті під час в'їзду та виїзду з Шенгенської зони. Посол Андорри в Іспанії Хауме Гайтан висловив надію, що в угоду будуть включені положення, які дозволять зробити країни асоційованими членами Шенгенської угоди.
Ліхтенштейн не має виходу до моря і не має міжнародного аеропорту. Він є членом Шенгенської зони з 2011 року. Він не має прикордонної перевірки на вертодромі Бальцерс, оскільки рейси до та з Бальцерсу повинні здійснюватися до або з Шенгенської зони. Ліхтенштейн не видає віз і тому відвідувачам рекомендує подавати документи на отримання візи в іншій країні Шенгену, напр. до Швейцарії.
Монако має відкритий кордон з Францією. Шенгенські закони застосовуються так, ніби країна є частиною ЄС відповідно до двосторонніх угод із Францією, і шенгенські візи приймаються. Як французька, так і монегаська влада проводять перевірки в морському порту та вертодромі Монако.
Сан-Марино має відкритий кордон з Італією, хоча деякі випадкові перевірки проводяться Фінансовою поліцією та гвардією кордонів Сан-Марино.
Ватикан має відкритий кордон з Італією. Однак між Італією та Ватиканом немає митного союзу, тому транспортні засоби можуть підлягати перевірці на кордоні. Типовий прикордонний контроль був би неможливим у Ватикані через його невеликі розміри та унікальне розташування як анклаву в Римі. 2006 року Ватикан виявив зацікавленість у приєднанні до Шенгенської угоди для тіснішої співпраці в обміні інформацією та подібній діяльності, яка охоплюється Шенгенської інформаційною системою.

## Економіка
Для будь-яких двох країн Шенгенської зони загальна торгівля між ними зростає приблизно на 0,1 % на рік. Такий же приріст торгівлі отримується за кожний 1 % щорічного збільшення імміграції між країнами. У середньому на кожному кордоні скасування контролю еквівалентно скасування 0,7 % тарифу, а економія коштів на торговельному шляху зростає разом із кількістю перетнутих внутрішніх кордонів. Країни за межами Шенгенської зони також отримають бенефіцію.
Близько 1,7 мільйона людей щодня їздять на роботу через європейський кордон, а в деяких регіонах ці люди складають до третини робочої сили. Наприклад, 2,1 % заробітчан в Угорщині працюють в іншій країні, насамперед в Австрії та Словаччині. Щороку загалом кордони Шенгенської угоди перетинають 1,3 мільярда людей. 57 мільйонів переїздів пов'язані з перевезенням вантажів автомобільним транспортом вартістю 2,8 трильйона євро щороку. Торгівля товарами зазнає більшого впливу, ніж торгівля послугами, і зниження вартости торгівлі коливається від 0,42 % до 1,59 % залежно від географії, торгових партнерів та інших факторів.

## Регулювання внутрішніх кордонів
До впровадження Шенгенської угоди більшість кордонів у Європі патрулювалися, а по всьому континенту існувала велика мережа прикордонних постів для перевірки особи та права людей, які бажають подорожувати з однієї країни в іншу.

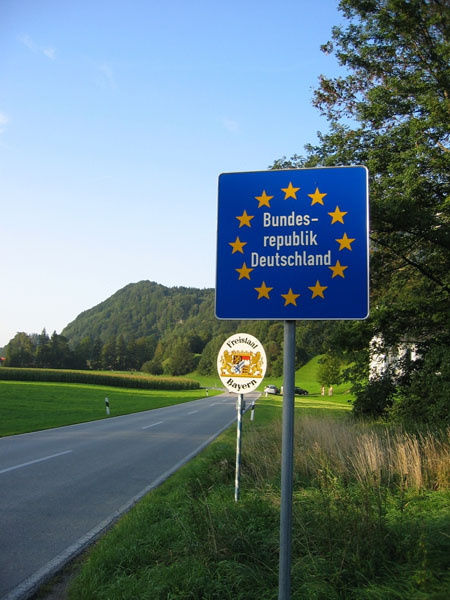
Типовий внутрішній пункт перетину кордону Шенгенської зони не має прикордонного контрольного пункту, а лише звичайний знак держави ЄС із назвою країни, у яку в’їжджають, як тут між Німеччиною та Австрією. Більший синій знак повідомляє про в’їзд до Федеративної Республіки Німеччини німецькою мовою, менший білий знак повідомляє про в’їзд до німецької землі Баварія.

З моменту запровадження шенгенських правил прикордонні пункти між країнами-учасницями були закриті (найбільш часто повністю прибрані).
Шенгенський прикордонний кодекс вимагає від держав-учасниць усунути всі перешкоди для вільного руху транспорту на внутрішніх кордонах. Таким чином, пасажири автомобільного, залізничного та авіаційного транспорту більше не перевіряють свою особу прикордонниками під час подорожі між країнами Шенгенської угоди, хоча контроль безпеки з боку перевізників все ще допустимий. Згідно з правилами ЄС усім громадянам ЄС рекомендується мати паспорт та/або національне посвідчення особи, оскільки вони можуть знадобитися.
Штампи в паспорті ніколи не видаються під час подорожей між країнами-учасницями Шенгенської угоди, навіть якщо прикордонний контроль між країнами-учасницями Шенгенської угоди тимчасово відновлено.

### Внутрішні перевірки
Хоча громадяни ЄС та ЄАВТ, які подорожують у межах Шенгенської зони, не зобов’язані пред’являти паспорти, національні посвідчення особи чи інші документи, що посвідчують особу, на внутрішньому кордоні, закони більшости країн все одно вимагають від них мати при собі національні документи, що посвідчують особу, і надавати їх уповноваженій особі на запит. Для інших громадян діють інші правила. Кожна особа, яка подорожує територією, зобов’язана пред’явити дійсне посвідчення особи, прийняте в інших державах Шенгенської угоди, як правило, видане державою.
Згідно з правилами Шенгену, готелі та інші види комерційного розміщення повинні реєструвати всіх іноземних громадян, у тому числі громадян інших держав Шенгену, вимагаючи власноручного заповнення реєстраційної форми. Це не стосується супроводжуючих подружжя та неповнолітніх дітей або членів туристичних груп. Крім того, менеджеру або персоналу готелю необхідно пред'явити дійсний документ, що посвідчує особу. Шенгенські правила не вимагають жодних інших процедур; Таким чином, країни Шенгенської угоди можуть самостійно регулювати подальші деталі щодо змісту реєстраційних форм та документів, що посвідчують особу, які необхідно пред’явити, а також можуть вимагати від осіб, звільнених від реєстрації відповідно до законів Шенгенської угоди, бути зареєстрованими. Застосування цих правил залежить від країни.
Шенгенський регламент про перетин внутрішніх кордонів описує перевірки іноземців поліцією у відповідних місцях у кожній країні.[прояснити]

### Внутрішній контроль
Європейський Союз має митний союз і зону податку на додану вартість. Однак не всі держави Шенгенської зони або вся територія держав Шенгенської угоди є частиною митного союзу або зони ПДВ. Тому деякі країни законно проводять митний контроль проти нелегальних товарів, наприклад наркотиків.
Перевірки безпеки можна законно проводити в портах і аеропортах. Також поліцейські перевірки можуть бути проведені, якщо вони:
- не мають за мету контроль кордону;
- базуються на загальній поліцейській інформації та досвіді щодо можливих загроз громадській безпеці та спрямовані, зокрема, на боротьбу з транскордонною злочинністю;
- розроблені та виконуються у спосіб, який чітко відрізняється від систематичних перевірок осіб на зовнішніх кордонах;
- проводяться на основі вибіркових перевірок.

### Повітряні подорожі

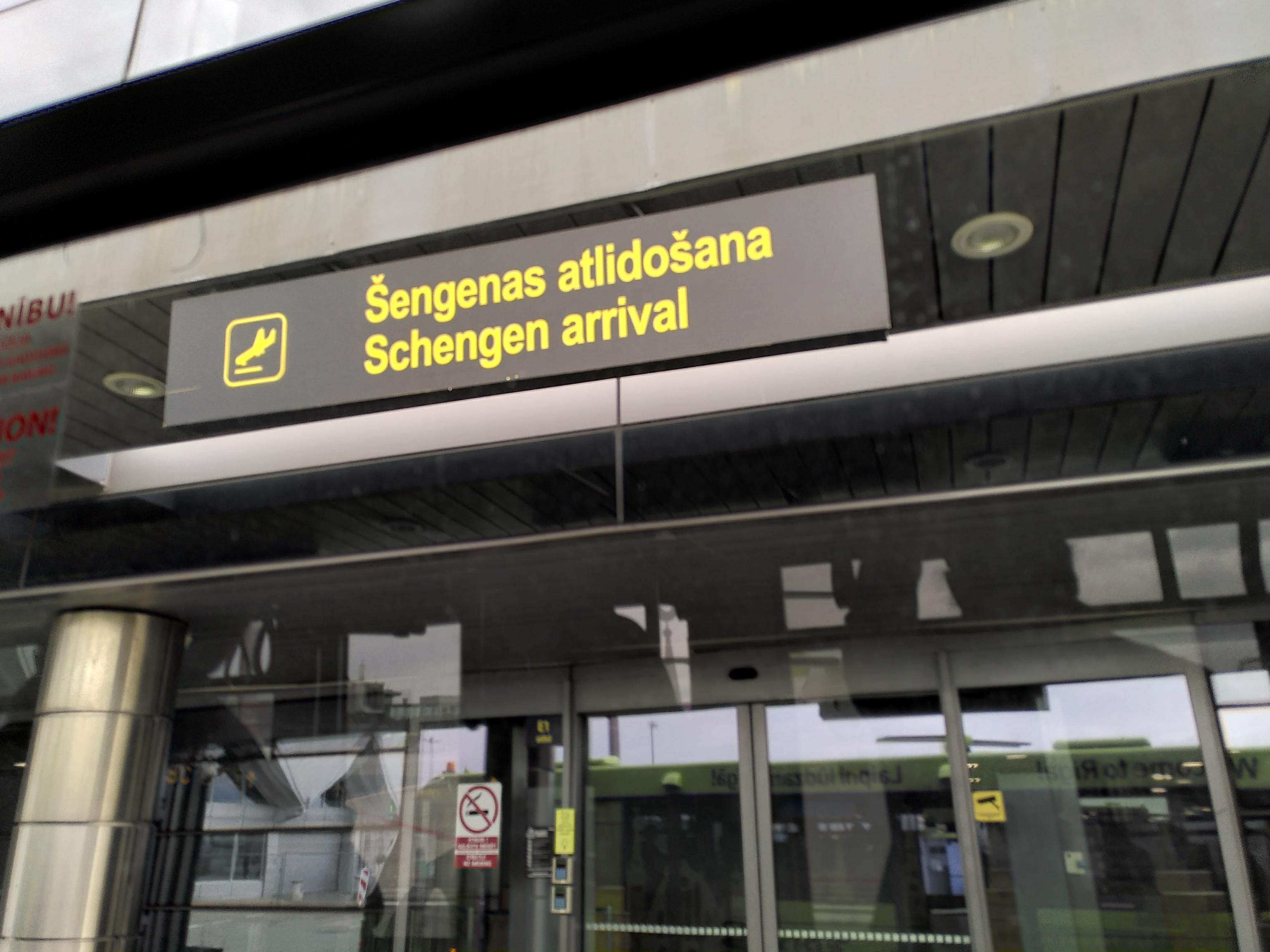
Шенгенські ворота прильоту в аеропорту Риги (RIX)

Для польотів у межах Шенгенської зони (між країнами-учасницями Шенгенської угоди або в межах однієї країни-учасниці Шенгенської угоди) правоохоронним органам, адміністрації аеропорту та авіаперевізникам дозволяється лише перевіряти пасажирів на безпеку, але не проводити прикордонні перевірки. Такі перевірки безпеки можуть проводитися шляхом перевірки паспорта або національного посвідчення особи пасажира: така практика повинна використовуватися лише для перевірки особи пасажира (з причин комерційної або транспортної безпеки), а не його або її імміграційного статусу. З цієї причини правоохоронні органи, адміністрація аеропорту та авіаперевізники не можуть вимагати від авіапасажирів, які летять у межах Шенгенської зони, які є громадянами третіх країн, підтвердження законности свого перебування шляхом пред’явлення дійсної візи чи посвідки на проживання. Крім того, відповідно до вказівок Європейської комісії, перевірка особи авіапасажирів, які летять у межах Шенгенської зони, має відбуватися лише під час реєстрації, або після входу в охоронювану зону аеропорту, або біля виходу на посадку: пасажири не повинні зобов’язані пройти перевірку своєї особи більше одного разу перед польотом у межах Шенгенської зони. Тим не менш, перевірка особи все одно функціонує як практичний прикордонний контроль і є проблемою для нелегальних іммігрантів, які прибувають до Греції (яка наразі не має сухопутного кордону з іншою країною Шенгенської зони) і хочуть поїхати до іншої країни Шенгенської угоди. Вимоги до того, який документ, що засвідчує особу, мають відрізнятися залежно від країни та авіакомпанії. Зазвичай потрібен паспорт або національне посвідчення особи ЄС.
Мандрівники, які сідають на рейси між країнами Шенгенської угоди, але походять із третьої країни за межами цієї зони, повинні пройти прикордонний контроль після прибуття до Шенгенської зони. Це пояснюється тим, що маршрут починається за межами Шенгенської зони, і влада кінцевого пункту призначення не зможе відрізнити прибулих пасажирів, які сіли в місці відправлення, і тих, хто приєднався посередині. Крім того, мандрівники повинні пройти прикордонний контроль на виїзді з Шенгену під час виїзду.

### Тимчасовий прикордонний контроль

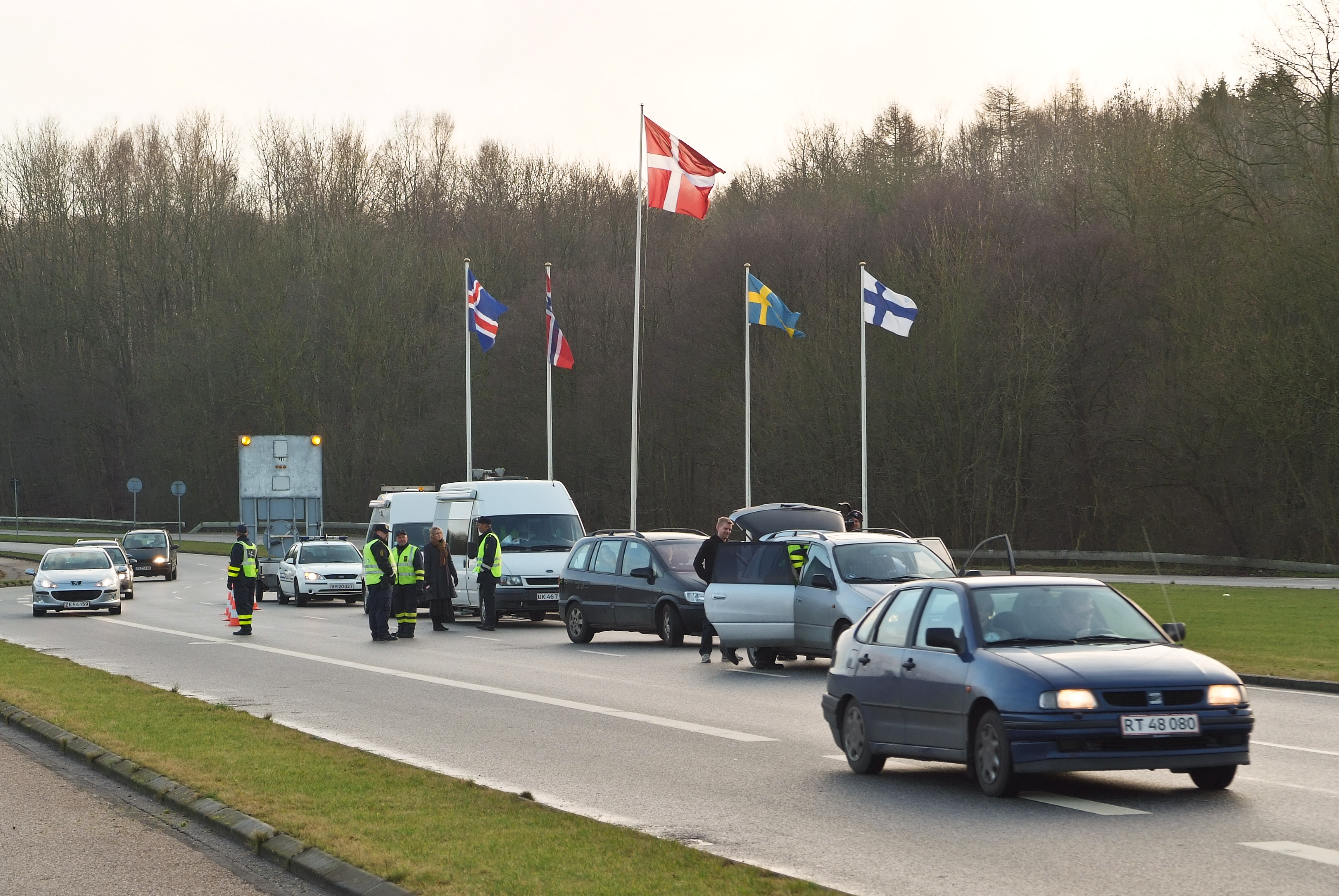
Тимчасовий прикордонний контроль, який проводить данська поліція в на внутрішньому кордоні з Німеччиною

Державі-члену Шенгенської угоди дозволено відновити прикордонний контроль з іншою державою-учасницею Шенгенської угоди на короткий період, якщо існує серйозна загроза «публічній політиці чи внутрішній безпеці» цієї держави або коли «контроль зовнішнього кордону більше не забезпечується через виняткові обставини». Якщо такі ризики виникають внаслідок передбачуваних подій, відповідна держава повинна заздалегідь повідомити Європейську комісію та проконсультуватися з іншими державами Шенгенської угоди.
Введення тимчасового контролю на внутрішніх кордонах є прерогативою держав-членів. Хоча Європейська комісія може висловити висновок про необхідність і пропорційність запровадження тимчасового контролю на внутрішніх кордонах, вона не може накласти вето або скасувати таке рішення, якщо воно прийняте державою-членом.
У квітні 2010 року Мальта запровадила тимчасові перевірки у зв'язку з візитом Папи Римського Бенедикта XVI. Мальта також відновила перевірки в 2015 році в тижні перед зустріччю глав урядів Співдружності.
Естонія запровадила тимчасові перевірки у вересні 2014 року через візит президента США Барака Обами.
У відповідь на європейську міграційна кризу у 2015 році кілька країн Шенгенської зони встановили прикордонний контроль.
У листопаді 2017 року Німеччина запровадила тимчасові перевірки рейсів, які прибувають з Греції. У період з листопада 2017 року по лютий 2018 року з 280 000 пасажирів рейсів з Греції, які були перевірені після прибуття до Німеччини, 270 було відмовлено у в’їзді до Німеччини. 12 травня 2018 року Німеччина припинила тимчасові перевірки вхідних рейсів з Греції.
2019 року Данія встановила контроль на кордоні зі Швецією через серйозні напади шведів. Контроль мав діяти протягом шести місяців.
У відповідь на пандемію COVID-19 у 2020 році майже всі країни Шенгенської зони встановили прикордонний контроль. Деякі з цих засобів контролю блокували в’їзд громадянам країн ЄС/Шенгенської угоди, дозволяли в’їзд лише громадянам або резидентам країни, а також надавали пріоритет транспорту, як-от транспортування їжі. 27 березня 2020 року Європейська комісія опублікувала «Рекомендації щодо здійснення вільного пересування працівників під час спалаху COVID-19», вказавши, що країни-члени повинні дозволити транскордонним працівникам «безперешкодний доступ» і «забезпечити плавний прохід» через кордон. внутрішніх кордонів Шенгенської угоди, якщо вони займаються «важливою професією» (наприклад, медичні працівники, працівники медичного закладу, науковці в галузях, пов’язаних зі здоров’ям, працівники фармацевтичних і медичних послуг/харчової/транспортної промисловості/основної інфраструктури, інженери, фахівці з інформаційних і комунікаційних технологій, пожежники/поліцейські/тюремні офіцери/охоронці, рибалки та державні службовці). Крім того, будь-який медичний огляд транскордонних працівників має проводитися на тих самих умовах, що й власних громадян країни-члена, які займаються тією ж професією.

#### Відновлення внутрішнього прикордонного контролю в 2010-х і 2020-х роках

Зелені лінії позначають внутрішні сухопутні кордони Шенгенської угоди без прикордонного контролю, жовті лінії позначають внутрішні сухопутні кордони Шенгенської угоди з поточним тимчасовим прикордонним контролем, а червоні лінії позначають зовнішні сухопутні кордони Шенгенської угоди з повним прикордонним контролем.

У таблиці нижче наведено поточний внутрішній прикордонний контроль, згідно з інформацією, яку країни-члени надали Європейській комісії. Перевірки стану здоров’я на кордоні юридично не вважаються прикордонним контролем.
| Держава   | Наразі є внутрішні кордони                                     | Причина                                                            | Перший день       | Останній день (заплановано на даний момент) |
| --------- | -------------------------------------------------------------- | ------------------------------------------------------------------ | ----------------- | ------------------------------------------- |
| Австрія   | Сухопутні кордони з Угорщиною та Словенією                     | Європейська міграційна криза                                       | 12 листопада 2021 | 11 травня 2023                              |
| Чехія     | Сухопутний кордон зі Словаччиною                               | Європейська міграційна криза                                       | 11 грудня 2022    | 26 грудня 2022                              |
| Данія     | Сухопутний кордон і поромне сполучення з Німеччиною та Швецією | Європейська міграційна криза, російсько-українська війна           | 12 листопада 2021 | 11 травня 2023                              |
| Франція   | Усі внутрішні кордони, а також морські та повітряні кордони    | Тероризм, європейська міграційна криза, російсько-українська війна | 1 листопада 2022  | 30 квітня 2023                              |
| Німеччина | Сухопутний кордон з Австрією                                   | Європейська міграційна криза                                       | 12 листопада 2021 | 11 травня 2023                              |
| Норвегія  | Порти з поромним сполученням з Данією, Німеччиною та Швецією   | Російсько-українська війна                                         | 12 листопада 2021 | 11 травня 2023                              |
| Швеція    | Усі внутрішні кордони                                          | Європейська міграційна криза                                       | 12 листопада 2021 | 11 травня 2023                              |

#### Французький контроль проти мігрантів з Північної Африки
Після Туніської революції 2010–11 років уряд Італії надав шестимісячний дозвіл на проживання приблизно 25 000 туніських мігрантів. Це дозволило мігрантам вільно подорожувати Шенгенської зоною. У відповідь і Франція, і Німеччина погрожували запровадити прикордонні перевірки, не бажаючи, щоб туніські біженці потрапляли на свою територію. У квітні 2011 року на кілька годин Франція заблокувала поїзди з мігрантами на французько-італійському кордоні у Вентімільї.
На прохання Франції в травні 2011 року Європейська комісарка із внутрішніх справ Сесілія Мальмстрем запропонувала надати більше свободи для тимчасового відновлення прикордонного контролю в разі сильного та несподіваного міграційного тиску або неспроможности держави для захисту зовнішніх кордонів ЄС.
25 липня 2011 року, надаючи остаточну оцінку Європейської комісії щодо заходів, вжитих Італією та Францією, комісарка із внутрішніх справ сказав, що «з формальної точки зору кроки, вжиті італійською та французькою владою, відповідають законодавству ЄС. Однак, я шкодую, що дух шенгенських правил не був повністю дотриманий». Пані Сісілія Мальмстрем також закликала до більш узгодженого тлумачення правил Шенгенської зони та сильнішої системи оцінки та моніторингу для Шенгенської зони.

#### Міграційна криза 2015 року
Під час міграційної кризи у вересні 2015 року Німеччина оголосила, що тимчасово повертає прикордонний контроль відповідно до положень про тимчасовий прикордонний контроль, встановлених Шенгенським законодавством. Такий прикордонний контроль, здається, є спробою запобігти тому, щоб безлади погіршили кризу. Схоже, що відкриті кордони перешкоджають здатності Німеччини одночасно забезпечити дуже велику кількість людей, які шукають притулку. Німеччина сигналізує, що прикордонний контроль лише тимчасовий і лише для підтримки впорядкованого міграційного потоку в регіон.
Інші країни, зокрема Австрія, Данія, Словенія, Угорщина, Швеція та Норвегія, у відповідь на кризу встановили прикордонний контроль.
У грудні 2015 року Швеція прийняла тимчасовий закон, який дозволяє уряду зобов’язувати всі транспортні компанії перевіряти наявність у їхніх пасажирів дійсного посвідчення особи з фотографією. Новий закон набув чинности 21 грудня 2015 року і діє до 21 грудня 2018 року. Уряд вирішив, що нові правила застосовуватимуться з 4 січня 2016 року до 4 липня 2016 року. Новий закон призвів до обов’язкової зміни поїздів і проходження прикордонного контролю в аеропорту Копенгагена для подорожуючих між Копенгагеном і Швецією, а також до зменшення частоти сполучення. Швеція запровадила прикордонний контроль з Данії раніше (15 листопада 2015 року), але це не могло зупинити потік мігрантів, оскільки вони мають право подати заяву на притулок, перебуваючи на території Швеції. Спочатку, коли транспортним компаніям довелося зупиняти іноземців на данській стороні, шукачів притулку було ефективно зупинено. Це призвело до значних перебоїв у русі поїздів, оскільки вокзал не мав можливостей для таких перевірок. Ці перевірки тривали до 4 травня 2017 року після того, як комісія ЄС визнала такі перевірки неприйнятними.
30 травня 2018 року, коли прикордонний контроль у зв’язку з мігрантами все ще діяв у деяких країнах, Європейський парламент вирішив засудити тривалі прикордонні перевірки між країнами-членами Шенгенської зони. Але це була лише заява, оскільки парламент це не вирішує.

#### Теракти в Парижі 2015 року
Після терактів у Парижі в листопаді 2015 року Франція запровадила повну перевірку особи та громадянства на своїх кордонах.

#### Відповідь на коронавірус у 2020 році

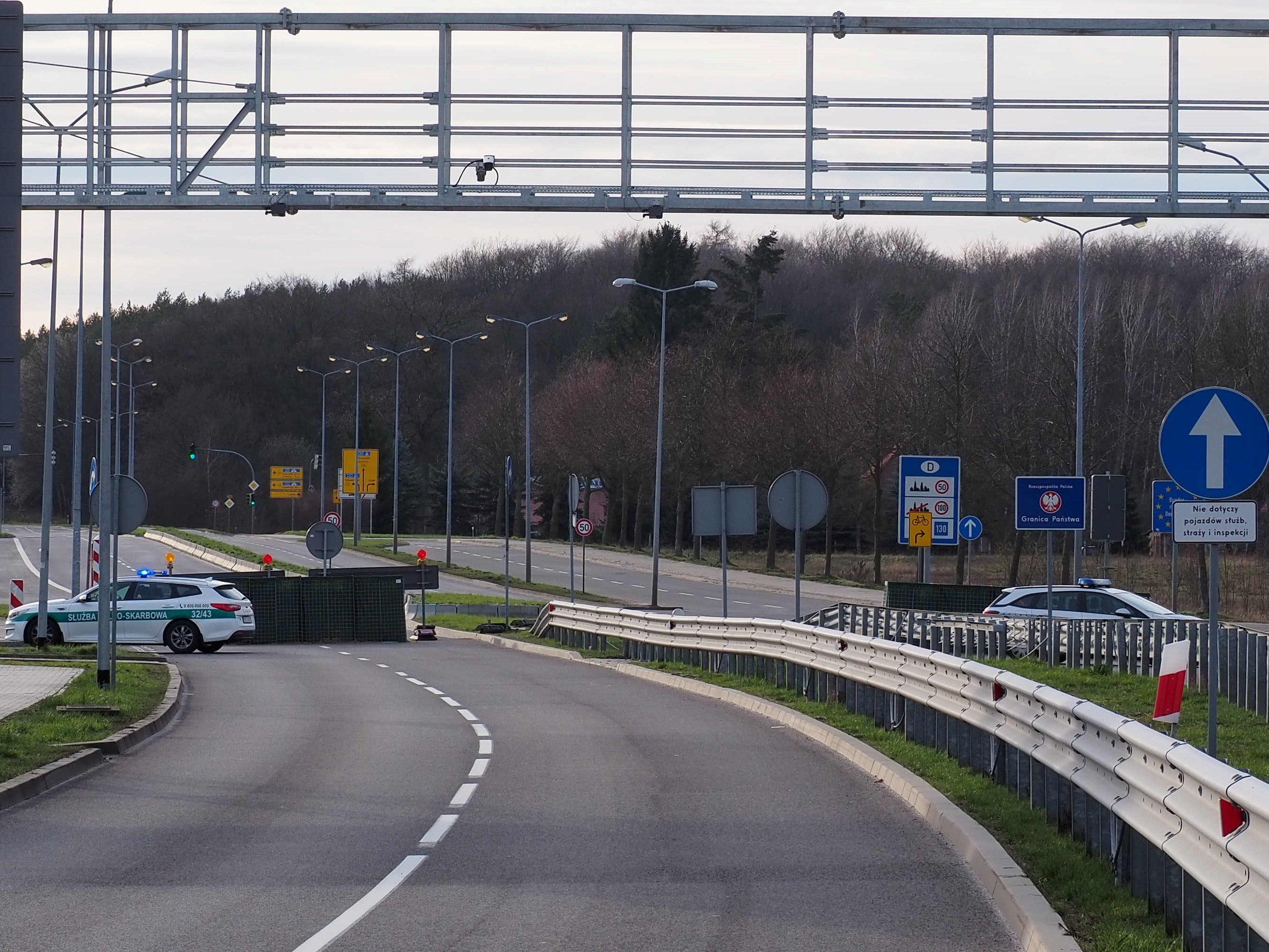
та на тимчасово закритому німецько-польському кордоні в 15 березня 2020 року під час пандемії COVID-19

Хоча деякі європейські політики дійсно закликали до тимчасового закриття внутрішніх кордонів Європи, наприкінці лютого 2020 року Європейський Союз вирішив відмовитися від ідеї призупинення дії Шенгенської зони вільного пересування та запровадження контролю на кордоні з Італією. Заступник лідера швейцарської Ліги Тічіно Лоренцо Квадрі розкритикував це рішення: «Насторожує те, що догма про широко відкриті кордони вважається пріоритетом». Президент Сполучених Штатів Дональд Трамп заявив, що Європейський Союз «не вжив тих самих запобіжних заходів і не обмежив поїздки з Китаю та інших гарячих точок», які вжили США.
Прем'єр-міністр Чехії Андрей Бабіш на початку березня заявив, що "європейські країни не можуть заборонити в'їзд громадян Італії в територію Шенгенської зони. Єдиний можливий спосіб — це закликати прем'єр-міністра Італії своїх співгромадян утриматися від поїздок в інші країни Європейський Союз."
Після того, як у середині березня Словаччина, Данія, Чехія та Польща оголосили про повне закриття своїх національних кордонів, президентка Європейської комісії Урсула фон дер Ляєн заявила, що «певний контроль може бути виправданим, але загальні заборони на поїздки не вважаються найефективнішими. Всесвітньою організацією охорони здоров’я. Крім того, вони мають сильний соціальний та економічний вплив, вони руйнують життя людей і бізнес через кордони». Фон дер Ляєн також вибачилася перед Італією на тлі широкого невдоволення італійців через відсутність солідарности з боку Європи. До кінця березня 2020 року майже всі внутрішні кордони Шенгену були закриті для поїздок, що не є необхідними. До липня 2020 року більшість кордонів, які були закриті через коронавірус, були знову відкриті.

## Регулювання зовнішніх кордонів
Країни-учасниці зобов’язані застосовувати суворі перевірки мандрівників, які в’їжджають і виїжджають із Шенгенської зони. Ці перевірки координуються агентством Європейського Союзу Frontex і підлягають загальним правилам. Деталі прикордонного контролю, нагляду та умов, за яких може бути надано дозвіл на в’їзд до Шенгенської зони, вичерпно описано в Кодексі Шенгенського кордону.

### Тимчасове обмеження в’їзду осіб без права вільного пересування для поїздок не першої черги

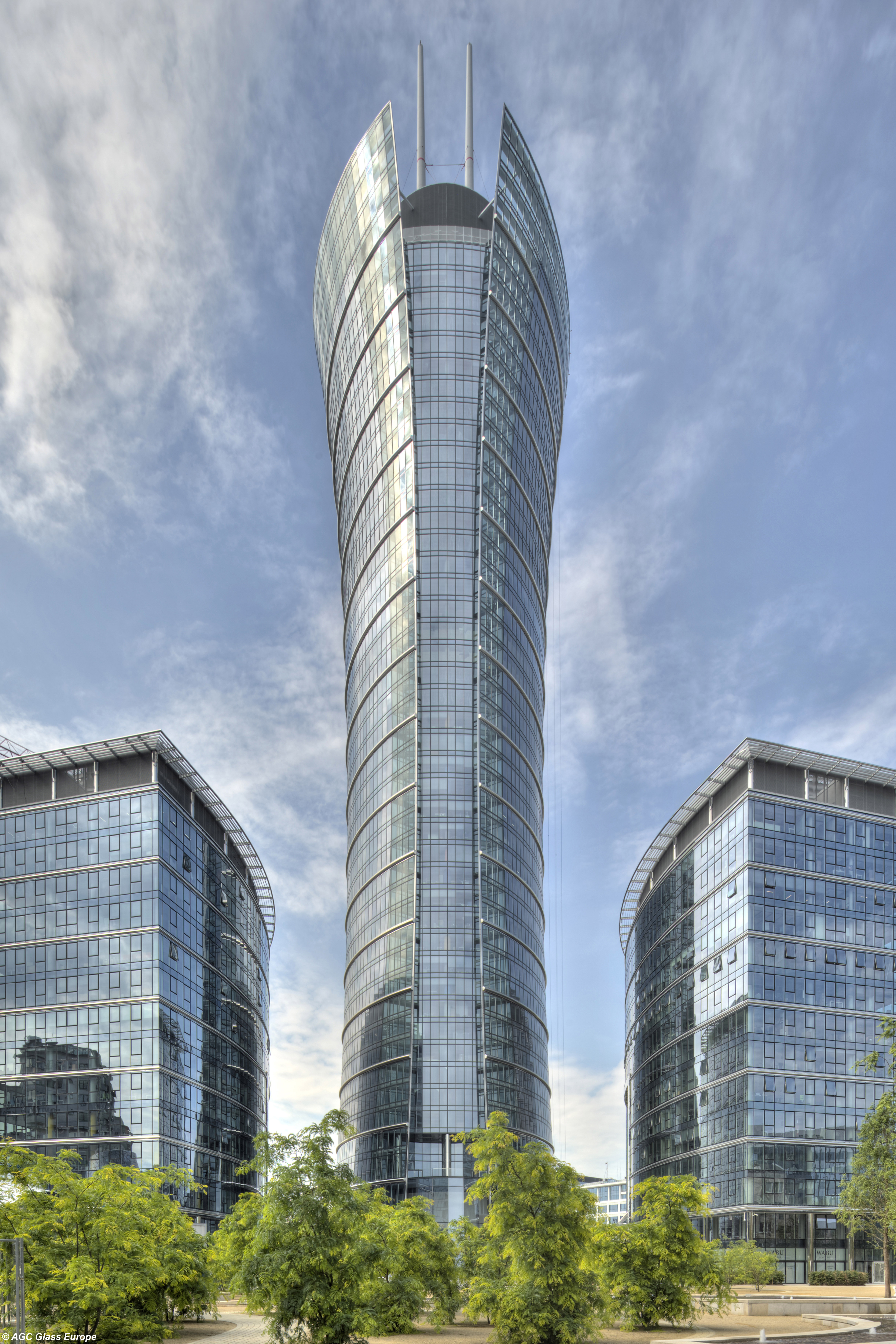
Варшавський шпиль, де розташована штаб-квартира Frontex

Зважаючи на пандемію COVID-19, 16 березня 2020 року Європейська комісія випустила рекомендацію для всіх країн-членів ЄС і Шенгенської зони запровадити тимчасове обмеження на в’їзд громадян третіх країн (тобто мандрівників, які не є громадянами ЄЕЗ/Швейцарії та члени сім’ї з правом вільного пересування) до Шенгенської зони для несуттєвих поїздок протягом початкового періоду в 30 днів (з можливістю продовження цього періоду буде оцінено на основі подальших подій). Однак громадяни третіх країн, які є власниками довгострокових віз або дозволів на проживання або є членами сімей громадян ЄЕЗ/Швейцарії, звільнені від цього обмеження. Крім того, громадяни третіх країн «виконують важливу функцію або потребу» (наприклад, медичні працівники, транспортний персонал, гуманітарні працівники, військовий персонал, сезонні сільськогосподарські працівники), транзитні пасажири, ті, хто подорожує «з надзвичайних сімейних обставин» і ті, хто «в потреба міжнародного захисту або з інших гуманітарних причин» звільняються від цього обмеження. Тим не менш, Європейська комісія повторила, що "скоординовані та посилені перевірки здоров'я" повинні проводитися для всіх мандрівників, яким дозволено в'їзд до ЄС і Шенгенської зони. Усі країни ЄС (крім Ірландії) і Шенгенської угоди застосовували це обмеження на поїздки.
Крім того, 30 березня 2020 року Європейська комісія опублікувала «Наказ щодо впровадження тимчасового обмеження на необов’язкові поїздки до ЄС, щодо спрощення механізмів транзиту для репатріації громадян ЄС та щодо впливу на візову політику». щоб надати «поради та практичні інструкції». У наказі зазначено, що державам-членам дозволено вживати заходів (наприклад, вимагати від іноземців проходити період самоізоляції, якщо вони прибувають з території, ураженої COVID-19), за умови, що такі самі вимоги застосовуються до їхніх власних громадян. Керівництво також пояснює, що громадяни європейських мікродержав (Андорра, Святий Престол, Монако та Сан-Марино) звільняються від тимчасового обмеження на в’їзд громадян третіх країн до Європейського Союзу та Шенгенської зони для несуттєвих потреб. подорожі. Крім того, громадянам Сербії, Північної Македонії, Чорногорії та Туреччини слід дозволити в’їзд до Європейського Союзу та Шенгенської зони, якщо вони застрягли за кордоном, щоб полегшити репатріацію до країни походження. Громадянам третіх країн (на яких не поширюється жодне з винятків щодо тимчасового обмеження в’їзду з несуттєвих причин), які прагнуть в’їхати до Шенгенської зони, буде відмовлено у в’їзді на зовнішньому кордоні та отримають форму відмови у в’їзді (з позначенням причини відмови «І» (тобто загроза здоров’ю громадян)), а також штамп у паспорті, погашений незмивним хрестиком чорного кольору та літерою «І» праворуч.
Деякі країни-члени ЄС і Шенгенської угоди пішли далі, ніж рекомендація Європейської комісії, і обмежили в’їзд громадян ЄЕЗ/Швейцарії на свої відповідні території для несуттєвих поїздок. Наприклад, 4 квітня 2020 року прикордонна поліція Франції відмовила у в’їзді групі громадян ЄС і Сполученого Королівства, які прибули в аеропорт Марсель Прованс на приватному літаку з Великобританії з наміром зупинитися на віллі для відпочинку в Каннах.
8 квітня 2020 року Європейська комісія запросила країни-члени ЄС і Шенгенської угоди продовжити обмеження на в’їзд громадян третіх країн для несуттєвих поїздок на наступний період у 30 днів до 15 травня 2020 року. 8 травня 2020 року Європейська комісія знову запросила країни-члени продовжити обмеження ще на 30 днів до 15 червня 2020 року. 11 червня 2020 року Європейська комісія рекомендувала державам-членам продовжити обмеження на в’їзд громадян третіх країн для несуттєвих поїздок до 30 червня 2020 року.

### Прикордонні перевірки

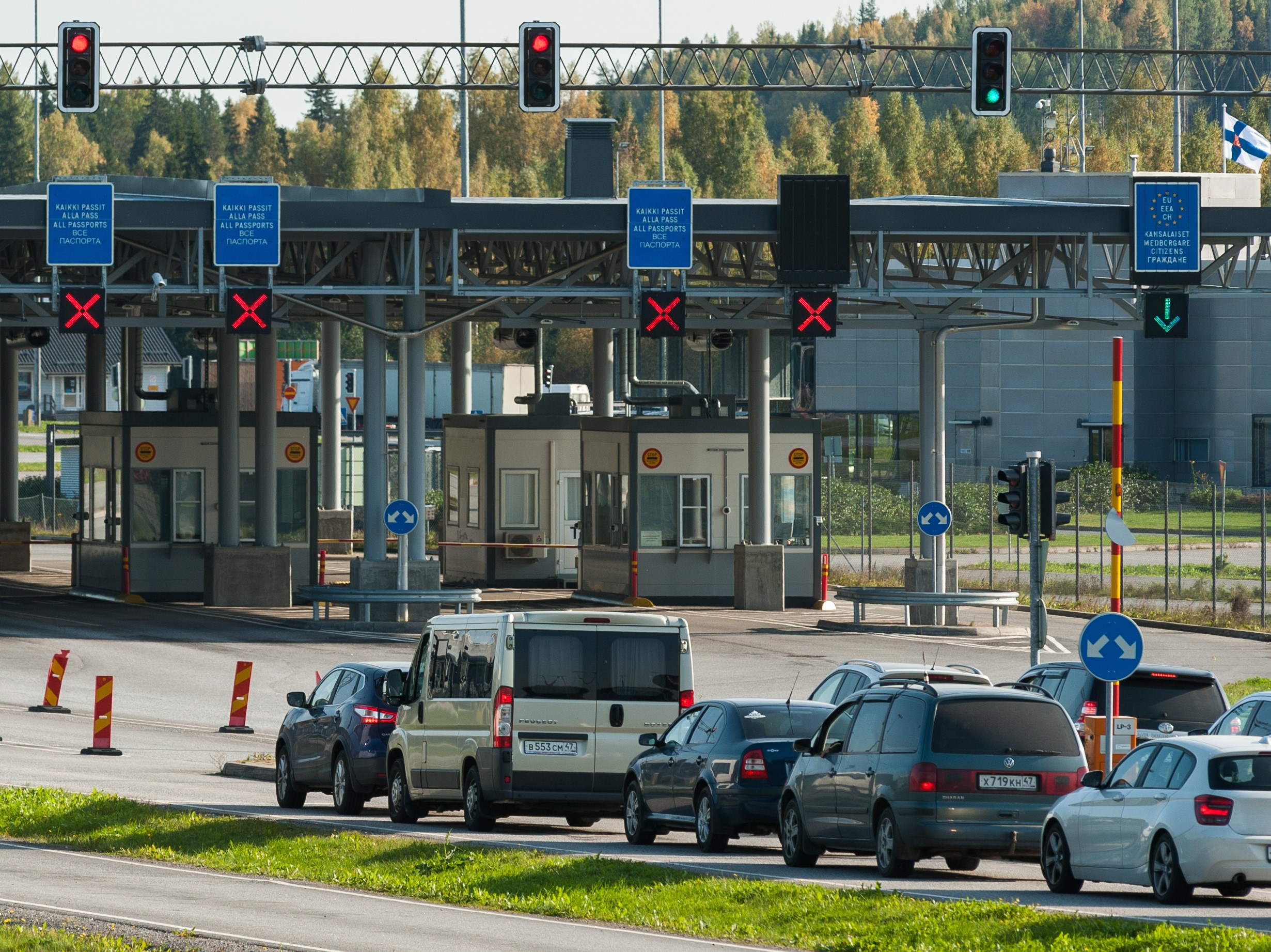
Пункт пропуску для транспортних засобів Фінської прикордонної служби в Нуйямаа на зовнішньому кордоні з Росією. Крайня права смуга призначена лише для громадян ЄЕЗ (включаючи ЄС) і Швейцарії, тоді як інші смуги призначені для всіх мандрівників.

Усі особи, які перетинають зовнішні кордони — як на в’їзд, так і на виїзд — підлягають перевірці прикордонників. Єдиним винятком є регулярні пасажири, які перетинають кордон (як ті, хто має право вільного пересування, так і громадяни третіх країн), добре відомі прикордонникам: якщо первинна перевірка показала, що щодо них немає жодного попередження в Шенгенській інформаційній системі або національних базах даних вони можуть підлягати лише випадковим «випадковим» перевіркам, а не систематичним перевіркам кожного разу, коли вони перетинають кордон.
Раніше громадяни ЄЕЗ та Швейцарії, а також члени їхніх сімей, які користуються правом вільного пересування, підлягали лише «мінімальній перевірці» під час перетину зовнішніх кордонів. Це означало, що їхні проїзні документи підлягали лише «швидкій» і «прямій» візуальній перевірці та необов’язковій перевірці в базах даних на предмет втрачених/викрадених проїзних документів. Звернення до Шенгенської інформаційної системи та інших національних баз даних для того, щоб переконатися, що мандрівник не представляє загрози безпеці, державній політиці чи здоров’ю, дозволялося лише на суто «несистематичній» основі, якщо така загроза була «справжньою», «існувала» і «досить серйозний». Натомість інші мандрівники підлягали «ретельній перевірці».
Однак у світлі терористичних атак у Парижі в листопаді 2015 року під час засідання Ради Європейського Союзу 20 листопада 2015 року міністри внутрішніх справ держав-членів вирішили «негайно запровадити необхідні систематичні та скоординовані перевірки на зовнішніх кордонах, у тому числі про осіб, які користуються правом вільного пересування». До Шенгенського прикордонного кодексу були внесені поправки щодо запровадження систематичної перевірки проїзних документів громадян ЄЕЗ та Швейцарії, а також членів їхніх сімей, які користуються правом вільного пересування, за відповідними базами даних під час перетину зовнішніх кордонів. Новий режим набув чинности 7 квітня 2017 року.
Якщо проведення систематичних перевірок баз даних матиме непропорційний вплив на рух транспорту на зовнішньому кордоні, такі перевірки можуть бути пом’якшені, якщо на основі оцінки ризику буде встановлено, що це не призведе до загрози безпеці.

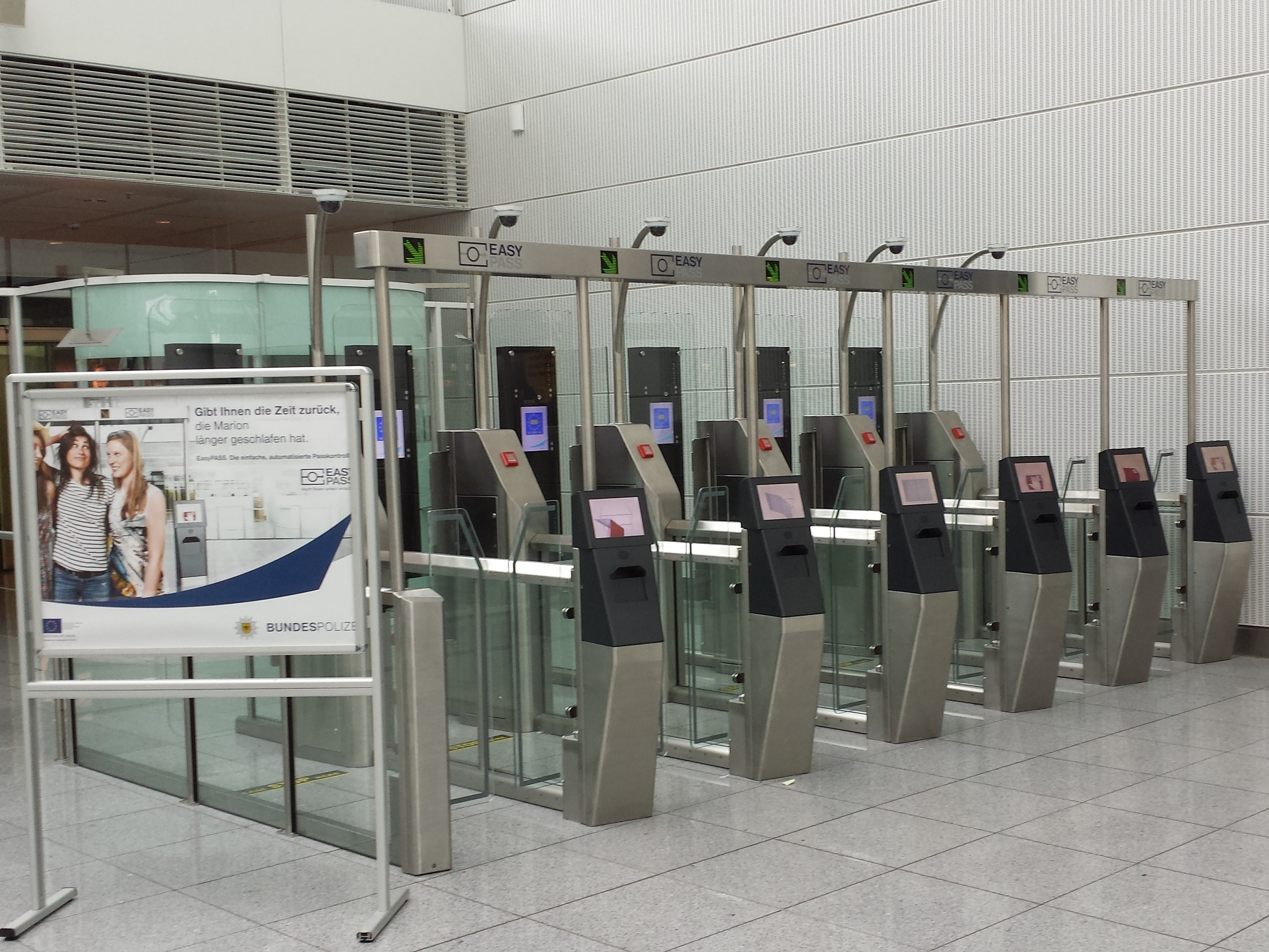
Ворота самообслуговування EasyPASS, які мандрівники, які відповідають вимогам, можуть використовувати для проходження прикордонного контролю в аеропорту Мюнхена, Німеччина

У «виняткових» і «непередбачених» обставинах, коли час очікування стає надмірним, перевірки на зовнішньому кордоні можуть бути тимчасово послаблені. Тривалість часу, необхідного для виконання перевірок, відрізняється в країнах Шенгенської угоди. За попереднього режиму (за яким ті, хто мав право на свободу пересування, підлягали лише «мінімальній перевірці»), в’їзна перевірка для громадян ЄЕЗ або Швейцарії займала в середньому близько п’яти секунд в Італії, тоді як у Норвегії в середньому це зайняло близько 1 хвилини. Різниця в перевірках громадян третіх країн (які підлягають більш ретельній перевірці) є ще більшою. Наприклад, в’їзна перевірка для громадянина Додатку II займає в середньому близько 15 секунд у Греції, тоді як у Словаччині вона займає в середньому від трьох до п’яти хвилин.  Подібним чином перевірка на в’їзд для громадянина Додатку I в середньому триває близько 30–60 секунд у Нідерландах, тоді як у Латвії вона триває в середньому від двох до п’яти хвилин.
Після того, як новий режим набув чинности 7 квітня 2017 року, було повідомлено про значно більший час очікування на багатьох зовнішніх пунктах перетину кордону, особливо тому, що це було безпосередньо перед Великоднем. Мандрівникам, які в’їжджали до Словенії з Хорватії (яка, хоч і є членом Європейського Союзу, але ще станом на той час не була частиною Шенгенської зони), довелося чекати кілька годин, оскільки словенські прикордонники систематично перевіряли проїзні документи всіх мандрівників (включаючи тих, хто має право вільного пересування). Прем'єр-міністр Словенії Міро Церар визнав, що ситуація "неприйнятна". Щоб зменшити довжелезні черги, з вечора п’ятниці 7 квітня 2017 року до кінця вихідних було тимчасово припинено систематичну перевірку проїзних документів осіб, які мають право вільного пересування, за відповідними базами даних. Однак наступних вихідних довжелезні черги знову виникли. Прем’єр-міністр Хорватії Андрей Пленкович розкритикував ситуацію, назвавши її «нежиттєздатною», і висловив занепокоєння щодо впливу на туризм (на який припадає 18% ВВП Хорватії). Президент Хорватії Колінда Грабар-Кітарович надіслала офіційного листа до Європейської комісії, щоб висловити своє занепокоєння щодо впливу нового режиму на прикордонні перевірки. На зустрічі, яка відбулася 29 квітня 2017 року, президент Європейської комісії Жан-Клод Юнкер, Серар і Пленкович погодилися, що в подальшому систематична перевірка проїзних документів тих, хто має право вільного пересування, за відповідними базами даних буде здійснюватися. призупиняється на наземних пунктах пропуску між Хорватією та Словенією, якщо час очікування перевищує 15 хвилин (замість цього проводяться «цільові перевірки»). Також повідомлялося про великі черги на зовнішніх пунктах перетину кордону в Греції, де керівництво грецької поліції (яка відповідає за прикордонні перевірки) вирішило призупинити на 6 місяців систематичну перевірку проїзних документів тих, хто має право вільного пересування за відповідними базами даних (за винятком сухопутного пункту пропуску на кордоні з Туреччиною Кіпой через міркування безпеки). Греція особливо постраждала від впровадження нового режиму, оскільки грецькі посвідчення особи не зчитуються машиною, що означало, що прикордонники повинні були вручну вводити інформацію про власника в комп’ютерну систему для перевірки відповідних баз даних, якщо громадянин Греції пред’являв посвідчення особи, замість паспорта. Подібним чином повідомлялося про тривалий час очікування на зовнішніх пунктах пропуску у Франції та Іспанії. Фінляндія, Угорщина та Італія також видали повідомлення про призупинення систематичних перевірок на деяких зовнішніх пунктах пропуску. У липні 2017 року Греція подала запит призупинити систематичну перевірку проїзних документів осіб, які мають право вільного пересування, за відповідними базами даних на наступний період у 18 місяців через «недоліки в інфраструктурі та збільшення трафіку в 12 аеропортах по всій країні». 

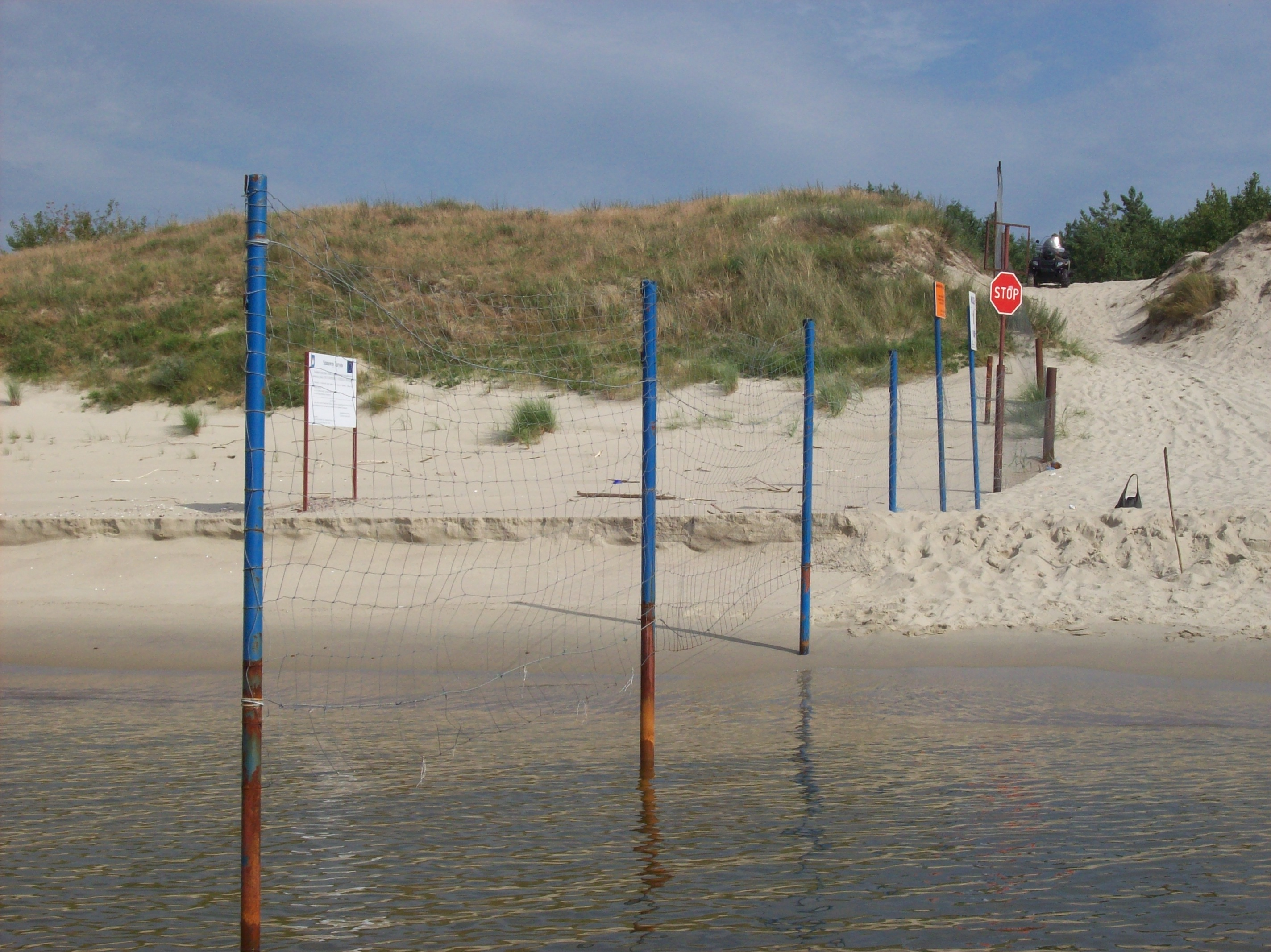
Огорожа на Віслінській косі, що позначає зовнішній кордон між Польщею та Росією

Здійснюючи перевірки на зовнішніх кордонах, за законом прикордонники зобов’язані поважати гідність подорожуючих (особливо у випадках, коли йдеться про вразливих осіб) і забороняється дискримінувати осіб за статтю, расовим чи етнічним походженням, релігією або переконаннями, інвалідністю, віком або сексуальною орієнтацією.
Пункти зовнішнього прикордонного контролю розташовані на дорогах, що перетинають кордон, в аеропортах, морських портах і на борту поїздів. Зазвичай уздовж сухопутного кордону немає паркану, але є винятки, наприклад, паркан на кордоні Сеута та деякі місця на східному кордоні. Однак системи відеоспостереження, деякі з яких оснащено інфрачервоною технологією, розташовані в деяких більш критичних точках, наприклад, на кордоні між Словаччиною та Україною, де в деяких точках камери є кожні 186 метрів.
Усі мандрівники, які в’їжджають у Шенгенську зону та виїжджають з неї авіацією загального призначення або на прогулянковому човні, мають зробити свій перший пункт в’їзду/кінцевий пункт відправлення в аеропорту/аеродромі чи морському порту, який визначено як пункт перетину зовнішнього кордону. Як відступ, мандрівникам на борту прогулянкового судна дозволяється зробити свій перший порт заходу в порт, який не призначений як пункт перетину зовнішнього кордону, якщо вони повідомлять про це портову владу та отримають дозвіл від прикордонної служби. Однак на практиці це лазівка, яку важко перевірити, і було розкрито масштабну контрабанду наркотиків за допомогою приватних човнів. Уздовж південного узбережжя країн Шенгенської угоди в Середземному морі берегова охорона докладає значних зусиль, щоб запобігти заходу приватних човнів без дозволу.

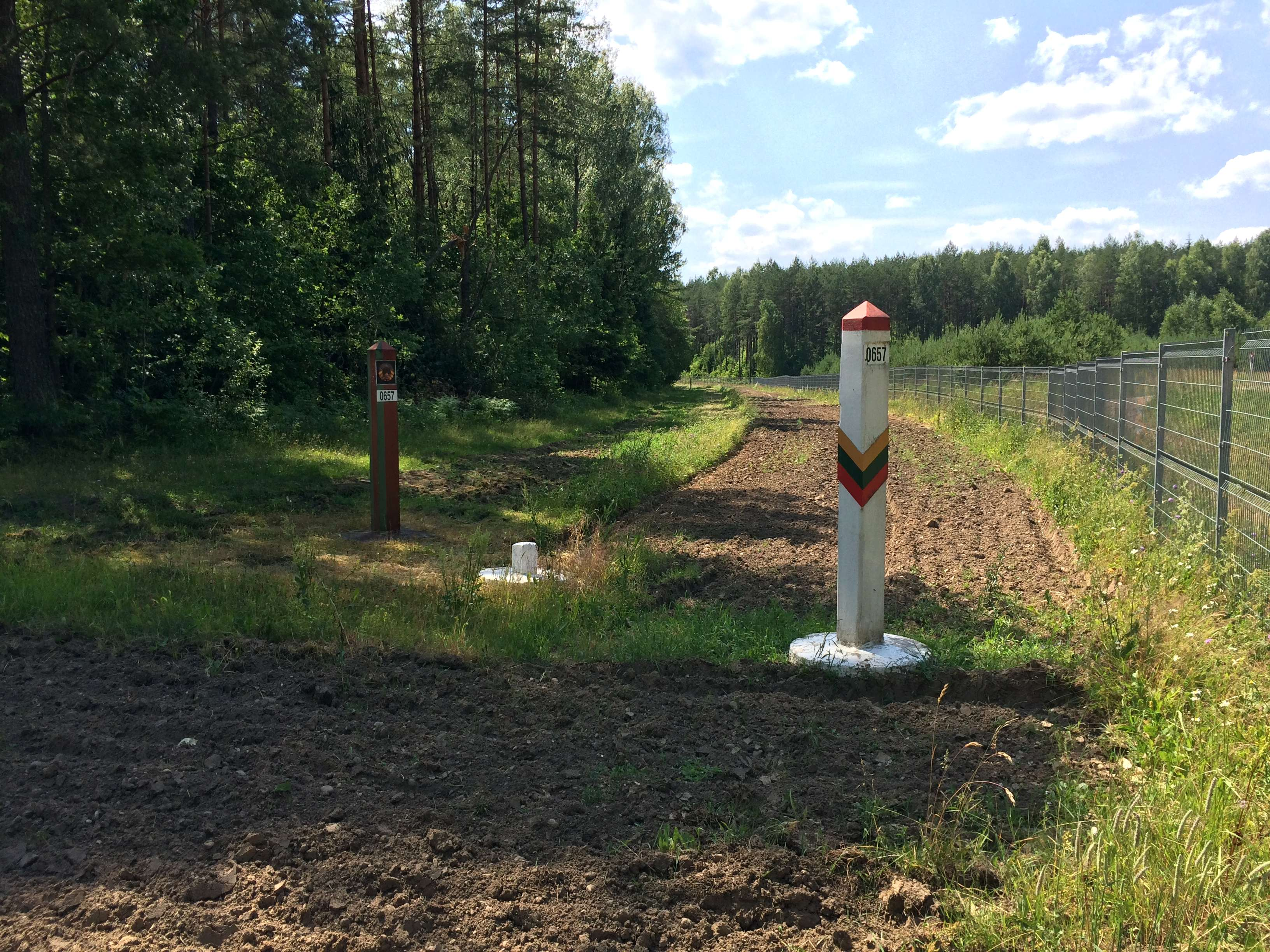
Прикордонні знаки та огорожа на зовнішньому кордоні між Литвою та Білоруссю біля села Стакай

На багатьох зовнішніх пунктах перетину кордону є спеціальні смуги для громадян ЄЕЗ та Швейцарії (а також членів їхніх родин) та інші смуги для всіх мандрівників незалежно від громадянства. На деяких зовнішніх пунктах перетину кордону існує третій тип смуги для мандрівників, які є громадянами Додатку II (тобто не громадяни ЄЕЗ/Швейцарії, які звільнені від візової вимоги). Хоча громадяни Андорри та Самарі не є громадянами ЄЕЗ, вони все ж можуть користуватися спеціальними смугами, призначеними для громадян ЄЕЗ та Швейцарії. З 1 січня 2021 року британським громадянам більше не дозволяється користуватися смугами EEA/Swiss.
Деякі пункти перетину зовнішнього кордону можуть використовувати лише певні мандрівники. Наприклад, прикордонний контрольно-пропускний пункт у Вельке Слеменце, Словаччина (на кордоні з Україною) можуть перетинати лише пішоходи чи велосипедисти, які є громадянами ЄЕЗ, Швейцарії чи України. Прикордонний контрольно-пропускний пункт Рамонішкяй, Литва (на кордоні з Росією) можуть перетинати лише жителі Литви та Росії; всі інші мандрівники (включаючи громадян ЄЕЗ та Швейцарії, які не проживають у Литві/Росії) не можуть використовувати цей пункт пропуску. Так само прикордонний контрольно-пропускний пункт Педедзе-Брунішево, Латвія (на кордоні з Росією) відкритий лише для громадян Латвії та Росії. Пункти пропуску Нарва 2 і Саатсе в Естонії (на кордоні з Росією) можуть використовувати тільки жителі Естонії та Росії. Прикордонний контрольно-пропускний пункт Половце -Пєщатка, Польща (на кордоні з Білоруссю) можуть перетинати лише громадяни Польщі та Білорусі. 2016 року як тимчасовий захід на 180 днів два найпівнічніші пункти пропуску Раджа-Йоосеппі та Салла на кордоні Фінляндії та Росії могли перетинати лише громадяни Фінляндії, Росії та Білорусі (а також члени їхніх сімей); всім іншим громадянам, включаючи нефінських громадян ЄЕЗ та Швейцарії, не було дозволено використовувати ці прикордонні контрольно-пропускні пункти. Крім того, пункти перетину кордону Хааповара, Інарі, Карттімо, Курвінен, Лемінахо та Паріккала (а також залізничний пункт пропуску Іматра) відкриті лише для громадян Фінляндії та Росії.

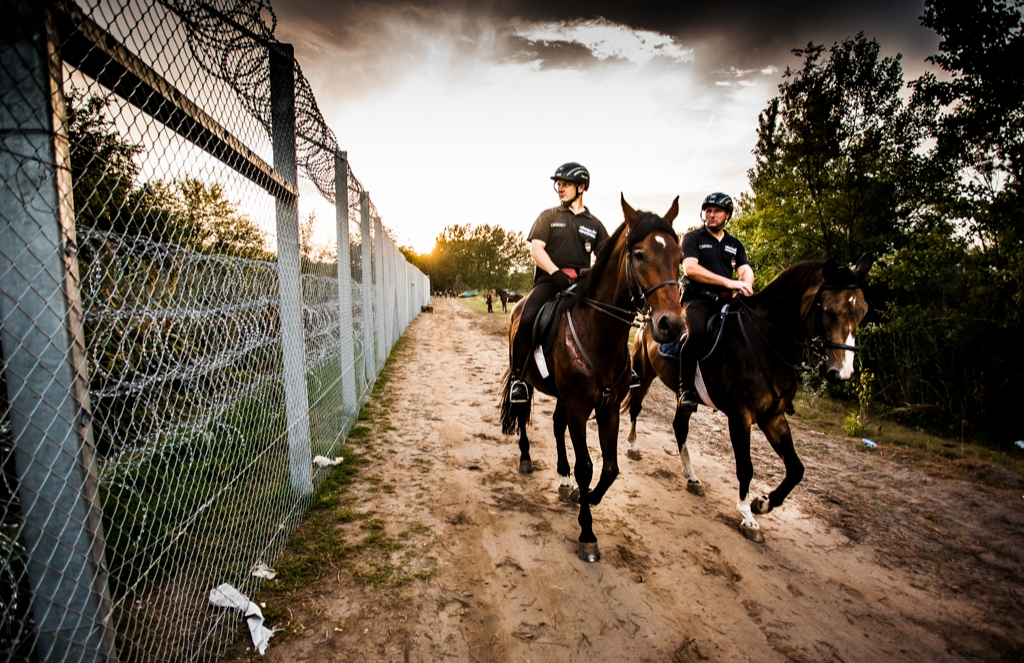
Кінні угорські поліцейські патрулюють зовнішній кордон між Угорщиною та Сербією

Додаткові зобов’язання, покладені європейським законодавством на національні прикордонні органи, коли йдеться про оформлення мандрівників, які є громадянами третіх країн (наприклад, зобов’язання проставляти печатку на їхніх проїзних документах), не повинні перешкоджати розвитку автоматизованих систем прикордонного контролю, доступних для таких мандрівників. Як показано на наведених вище прикладах автоматизованих систем прикордонного контролю, які були розроблені на зовнішніх пунктах перетину кордону Шенгенської зони, національні прикордонні органи змогли адаптувати дизайн своїх автоматизованих систем прикордонного контролю, щоб дозволити громадянам третіх країн здійснювати використання їх. Одним з рішень є фізичне розміщення прикордонника біля автоматизованих прикордонних воріт, який може проставляти штамп у проїзних документах, якщо це необхідно: цей підхід був прийнятий Фінською прикордонною службою на автоматизованих прикордонних воротах в аеропорту Гельсінкі, де відповідні користувачі (які потрібні для отримання штампу в паспорті) включають власників біометричних паспортів Австралії, Канади, Японії, Нової Зеландії, Південної Кореї та Сполучених Штатів, а також португальської служби Estrangeiros e Fronteiras на автоматизованих прикордонних воротах в аеропорту Лісабона, де це відповідає вимогам. Користувачі (які повинні отримати штамп у паспорті) включають власників паспортів Анголи та Бразилії та власників дипломатичних/службових паспортів. Цей підхід також було прийнято в Італії, де правомочними користувачами eGates є власники біометричних паспортів Австралії, Канади, Ізраїлю, Японії, Нової Зеландії, Сінгапуру, Південної Кореї, США та Ватикану. Подібне, але дещо інше рішення було прийнято голландським Royal Marechaussee на автоматизованих прикордонних воротах Privium з розпізнаванням райдужної оболонки в аеропорту Амстердама Схіпхол (де відповідними користувачами є зареєстровані громадяни ЄЕЗ/Швейцарії, громадяни США, які є членами Global Entry, і всі громадяни країни, які власники дипломатичних паспортів), а також Федеральною поліцією Німеччини на автоматичних прикордонних воротах ABG Plus з розпізнаванням райдужної оболонки в аеропорту Франкфурта (де відповідними користувачами є зареєстровані громадяни ЄЕЗ/Швейцарії та громадяни США, які є членами Global Entry): якщо відповідне третє- Громадяни країни використовують Privium/ABG Plus, після сканування та перевірки райдужної оболонки ока відкриваються інші ворота, ніж для громадян ЄЕЗ/Швейцарії, а громадянин третьої країни направляється на смугу, яка веде їх до початку черги для оформлення паспорта вручну. перевірки на стійках імміграції, де прикордонний офіцер ставить штамп у паспорті користувача. Іншим можливим рішенням було б розробити автоматизовані прикордонні ворота для друкування паперової квитанції зі штампом про в’їзд або виїзд, а також ім’я мандрівника та номер проїзного документа, коли користувач є мандрівником, який підпадає під вимогу мати його або її проїзний документ з печаткою. У порту Гельсінкі прикордонна служба Фінляндії адаптувала дизайн автоматизованих прикордонних воріт, щоб розширити право включати громадян Росії (які, як громадяни Додатку I, повинні мати візу), вимагаючи від них сканування як біоданих, так і сторінку та візу в паспорті, потім увійти до воріт для розпізнавання зображення обличчя та відбитків пальців, а коли ворота відкриються, підійти до прикордонника, щоб поставити штамп у паспорті.

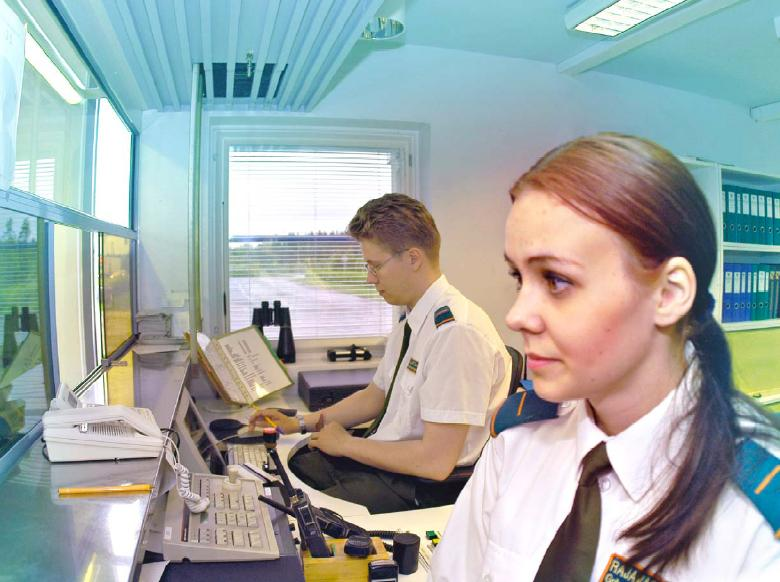
Паспортний контроль на зовнішньому кордоні Шенгену у Фінляндії

 Іноді пункти контролю зовнішніх кордонів розташовані на нешенгенській території. Наприклад, французька прикордонна поліція проводить прикордонні перевірки мандрівників, які виїжджають із Сполученого Королівства до Шенгенської зони, перед посадкою на потяг або пором на залізничних станціях St Pancras International, Ebbsfleet International і Ashford International, а також у порту Дувр і термінал Євротунель Фолкстон.

#### ETIAS
У листопаді 2016 року Європейська комісія запропонувала систему електронної авторизації безвізових громадян третіх країн під назвою ETIAS (Європейська система інформації та авторизації подорожей). Іноземні відвідувачі повинні будуть надати особисті дані заздалегідь і сплатити комісію за обробку (для дітей комісія не стягується). Заявка подається через Інтернет і повинна бути зроблена за кілька днів до подорожі. Дозвіл діятиме протягом трьох років. Вона схожа на систему ESTA Сполучених Штатів і систему ETA Канади. Станом на грудень 2022 року очікується, що ETIAS запрацює в листопаді 2023 року.
Вимоги ETIAS загалом стосуватимуться громадян третіх країн, яким не потрібна віза та не мають посвідки на проживання чи подібного.

#### Відповідальність перевізника
Правила Шенгенської угоди вимагають, щоб усі перевізники, які перевозять пасажирів через зовнішній кордон Шенгенської угоди, перед посадкою перевіряли наявність у пасажирів правильних проїзних документів і віз, необхідних для в’їзду. Перевізники, які перевозять громадян третіх країн без належних проїзних документів, накладаються фінансовими штрафами та зобов’язані перевозити тих, кому було відмовлено у в’їзді, назад до пункту відправлення. Метою цього заходу є запобігання нелегальній імміграції. Крім того, оскільки іммігранти мають право подати заяву про надання притулку під час прикордонного контролю в пунктах в’їзду в ЄС, хоча такі заяви необхідно подавати особисто в країні, де запитується статус притулку, цей захід має наслідком запобігання потенційним шукачам притулку від посадка в громадський транспорт до Шенгенської зони (якщо вони вже не отримали шенгенську візу або звільнені від візи).

### Короткострокові та транзитні візи

Члени-учасники Шенгенської зони
Інші члени ЄС поза Шенгенською зоною та спеціальні території ЄС і членів Шенгену
Віза не потрібна для в’їзду до країн Шенгенської зони протягом 90 днів в 180 денний період (EC 539/2001 Annex II)
Віза потрібна для в’їзду до країн Шенгенської зони (EC 539/2001 Annex I)
Віза потрібна для транзиту через Шенгенську зону (EC 810/2009 Annex IV)

Правила, що застосовуються до короткострокових в’їзних віз до Шенгенської зони, викладені в постановах ЄС, які містять два списки: перелік громадянств (або категорій власників проїзних документів), яким потрібна віза для короткострокового перебування (список Додатоку I) і список, який не містить (список Додатку II).
Наявність у безвізовому списку інколи, але не завжди, звільняє громадянство чи клас із зазначеного списку від вимоги отримання дозволу на роботу, якщо вони бажають зайнятися роботою чи самозайнятою діяльністю під час свого перебування; відрядження зазвичай не вважаються роботою в цьому сенсі.
Заява на отримання шенгенської візи подається в посольство або консульство країни, яку мандрівник збирається відвідати. Якщо мандрівник планує відвідати кілька країн Шенгенської зони, заявку слід подати в посольство або консульство основної країни призначення. Якщо основний пункт призначення неможливо визначити, мандрівник повинен подати заяву на отримання візи в посольстві чи консульстві країни-учасниці Шенгенської угоди, куди він вперше в’їхав. Часто сторонні постачальники послуг укладають контракти з певними дипломатичними представництвами для обробки, збору та повернення візових заявок.
Стандартний збір для отримання шенгенської візи становить 80 євро. Для дітей віком від 6 до 12 років стягується пільговий збір для отримання візи в розмірі 40 євро. Для дітей віком до 6 років плата за оформлення візи не стягується. Якщо заявка подається зовнішньому постачальнику послуг, можливо, доведеться сплатити додаткову плату за послугу. Візовий збір (та додатковий сервісний збір, якщо такий є) не повертається, незалежно від результату розгляду.

### Умови в’їзду для громадян третіх країн

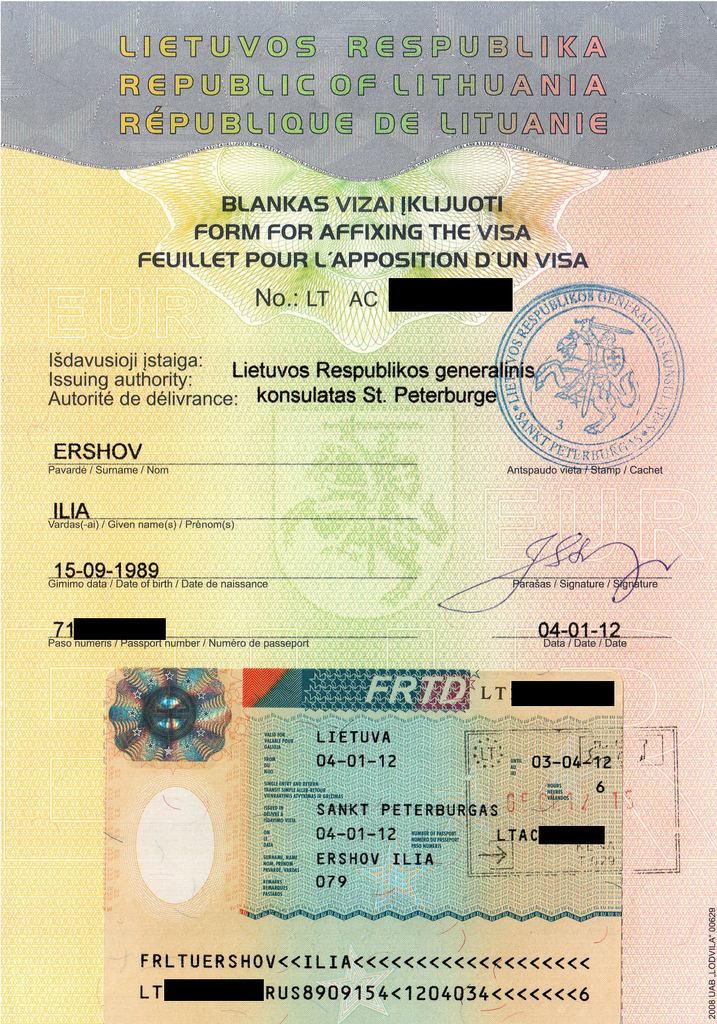
Документ про спрощений залізничний транзит

Шенгенська віза або звільнення від візового режиму не дає мандрівнику права на в’їзд до Шенгенської зони, а скоріше дозволяє мандрівнику шукати в’їзд на пункті перетину кордону. Шенгенський прикордонний кодекс містить перелік вимог, яким повинні відповідати громадяни третіх країн, щоб отримати доступ до Шенгенської зони. Для цієї мети громадянин третьої країни – це особа, яка не користується правом вільного пересування (тобто особа, яка не є громадянином ЄЕЗ чи Швейцарії, а також не є членом сім’ї такої особи).
Вимоги до в’їзду для громадян третіх країн, які мають намір залишатися в Шенгенської зоні не більше 90 днів протягом будь-якого 180-денного періоду, є такими:.
- Мандрівник має дійсний проїзний документ або документи, що дозволяють йому перетинати кордон (віза не вважається проїзним документом у цьому сенсі); прийняття проїзних документів для цієї мети залишається у сфері держав-членів;[188].
- Проїзний документ має бути дійсним щонайменше 3 місяці після передбачуваної дати виїзду з Шенгенської зони (хоча в обґрунтованому надзвичайному випадку цей обов’язок може бути скасований) і повинен бути виданий протягом попередніх 10 років;[189].
- Мандрівник має дійсну візу (якщо потрібна) або дійсний дозвіл на проживання;
- Мандрівник може обґрунтувати мету та умови запланованого перебування та має достатні засоби для існування як протягом тривалости запланованого перебування, так і для повернення до своєї країни походження або транзиту до третьої країни, в яку мандрівник впевнений бути визнаним або в змозі отримати такі кошти законним шляхом;
- Шенгенська інформаційна система не містить попередження про відмову у в’їзді стосовно мандрівника, а також
- Мандрівник не вважається загрозою державній політиці, внутрішній безпеці, громадському здоров’ю чи міжнародним відносинам будь-якої з країн Шенгенської угоди.

Однак, навіть якщо громадянин третьої країни не відповідає критеріям для в’їзду, допуск все одно може бути наданий:
- З гуманітарних міркувань
- З міркувань національних інтересів
- На підставі міжнародних зобов'язань
- Якщо особа не має візи, але відповідає критеріям для отримання візи на кордоні
- Якщо особа має дозвіл на проживання або візу для повторного в’їзду, видану державою Шенгену

Прикордонники зобов’язані проставляти печатки у проїзних документах громадян третіх країн під час перетину ними зовнішніх кордонів. Однак громадяни Андорри, Монако, Сан-Марино та Ватикану звільнені від цієї вимоги, а також глави держав, про візити яких було оголошено дипломатичними каналами, а також власники дозволів на місцевий прикордонний рух і посвідок на проживання, виданих державою-членом Шенгенської угоди. Певні винятки також застосовуються до екіпажів кораблів і літаків. Громадянам третіх країн, які відповідають всім критеріям для в’їзду до Шенгенської зони, не можна відмовляти у в’їзді лише на тій причині, що в їхньому проїзному документі немає вільного місця для проставлення штампа; натомість штамп проставляється на окремому аркуші паперу

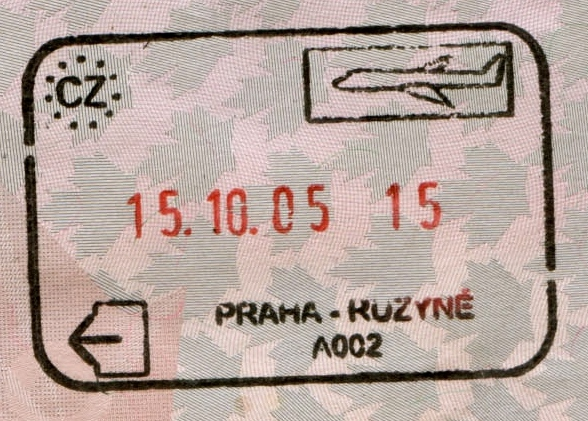
Штамп виїзду для авіаперельоту, виданий в аеропорту Праги.
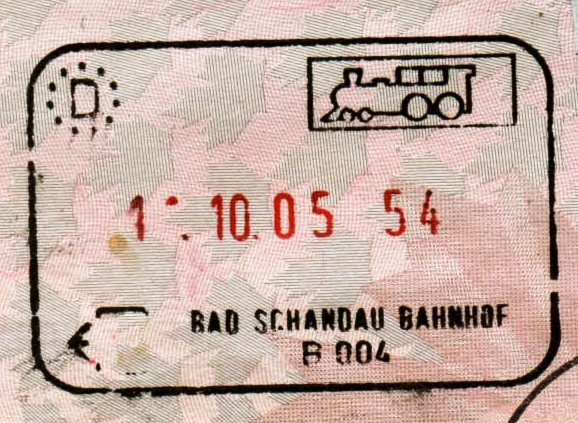
Вихідний штамп для поїздок залізницею, виданий на залізничній станції Бад-Шандау.
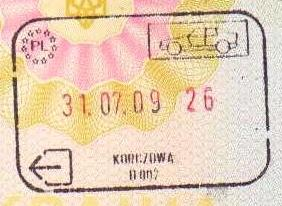
Штамп виїзду для проїзду автомобільним транспортом, виданий у пункті пропуску Корчова.
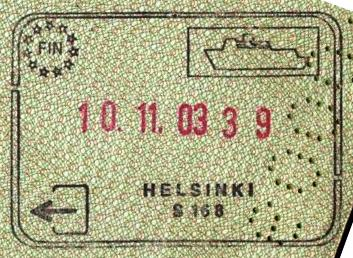
Вихідний штамп для морських подорожей, виданий у порту Гельсінкі.

### Перебування понад 90 днів
Для перебування в Шенгенській зоні в цілому, яке перевищує 90 днів, громадянин третьої країни повинен буде мати або довгострокову візу на період не довше ніж рік, або дозвіл на проживання на довший період. Довгострокова віза є національною візою, але видається відповідно до єдиного формату. Він дає право його власнику в’їхати до Шенгенської зони та залишитися в державі видачі протягом періоду, що перевищує 90 днів, але не більше одного року. Якщо держава Шенгенської угоди бажає дозволити власнику довгострокової візи залишатися там довше року, держава повинна видати йому або їй дозвіл на проживання.
Власник довгострокової візи або посвідки на проживання має право вільно пересуватися в межах інших держав, що входять до Шенгенської зони, на період до трьох місяців протягом будь-якого півріччя. Громадяни третіх країн, які довгостроково проживають у державі Шенгенської угоди, також можуть отримати право переїхати та оселитися в іншій державі Шенгенської угоди без втрати свого правового статусу та соціальних пільг.
Шукачам притулку, які звертаються за міжнародним захистом відповідно до Женевської конвенції від держави-члена Шенгенської угоди, не видається дозвіл на проживання, а натомість протягом трьох днів після подання заяви їм видається дозвіл залишатися на території країни-члена під час розгляду заяви. знаходиться на розгляді або розглядається. Це означає, що поки розглядається їхня заява про надання статусу біженця, шукачам притулку дозволяється залишатися лише в державі-члені Шенгенської угоди, де вони подали заявку на притулок, і не мають права вільно пересуватися в межах інших держав, що входять до Шенгенської зони. Успішні заявники, яким держава-член Шенгенської угоди надала міжнародний захист, отримують дозволи на проживання, дійсні щонайменше три роки та можуть бути продовжені, тоді як заявники, яким держава-член Шенгенської угоди надала додатковий захист, отримують дозволи на проживання, дійсні щонайменше на 1 рік і можна поновити, якщо немає вагомих причин, пов’язаних з національною безпекою чи громадським порядком. Членам сімей тих, хто користується міжнародним або додатковим захистом з країни-учасниці Шенгенської угоди, також видається дозвіл на проживання, але термін його дії може бути меншим. Заявникам, яким країна-учасниця Шенгенської зони надала тимчасовий захист (а також членам їхніх родин, які возз’єдналися), видається дозвіл на проживання, дійсний протягом усього періоду тимчасового захисту.
Однак деяким громадянам третіх країн дозволяється перебувати в Шенгенській зоні більше 90 днів без необхідности подавати документи на довгострокову візу. Наприклад, Франція не вимагає від громадян Андорри, Монако, Сан-Марино та Ватикану подавати документи на довгострокову візу. Крім того, стаття 20(2) Конвенції про імплементацію Шенгенської угоди дозволяє це «за виняткових обставин», а також двосторонні угоди, укладені окремими державами-підписантами з іншими країнами до набрання Конвенцією чинности, залишаються застосовними. У результаті, наприклад, громадянам Нової Зеландії дозволяється перебувати до 90 днів у кожній із країн Шенгенської угоди (Австрія, Бельгія, Чехія, Данія, Фінляндія, Франція, Німеччина, Греція, Ісландія, Італія, Люксембург, Нідерланди, Норвегія, Польща, Португалія, Іспанія, Швеція та Швейцарія), які вже уклали двосторонні угоди про звільнення від візового режиму з урядом Нової Зеландії до набрання чинности Конвенцією без необхідности подавати документи на довгострокові візи, але якщо подорожують до інших Для країн Шенгенської зони діє 90 днів протягом 180-денного періоду.

### Умови в’їзду для членів сімей громадян ЄЕЗ та Швейцарії

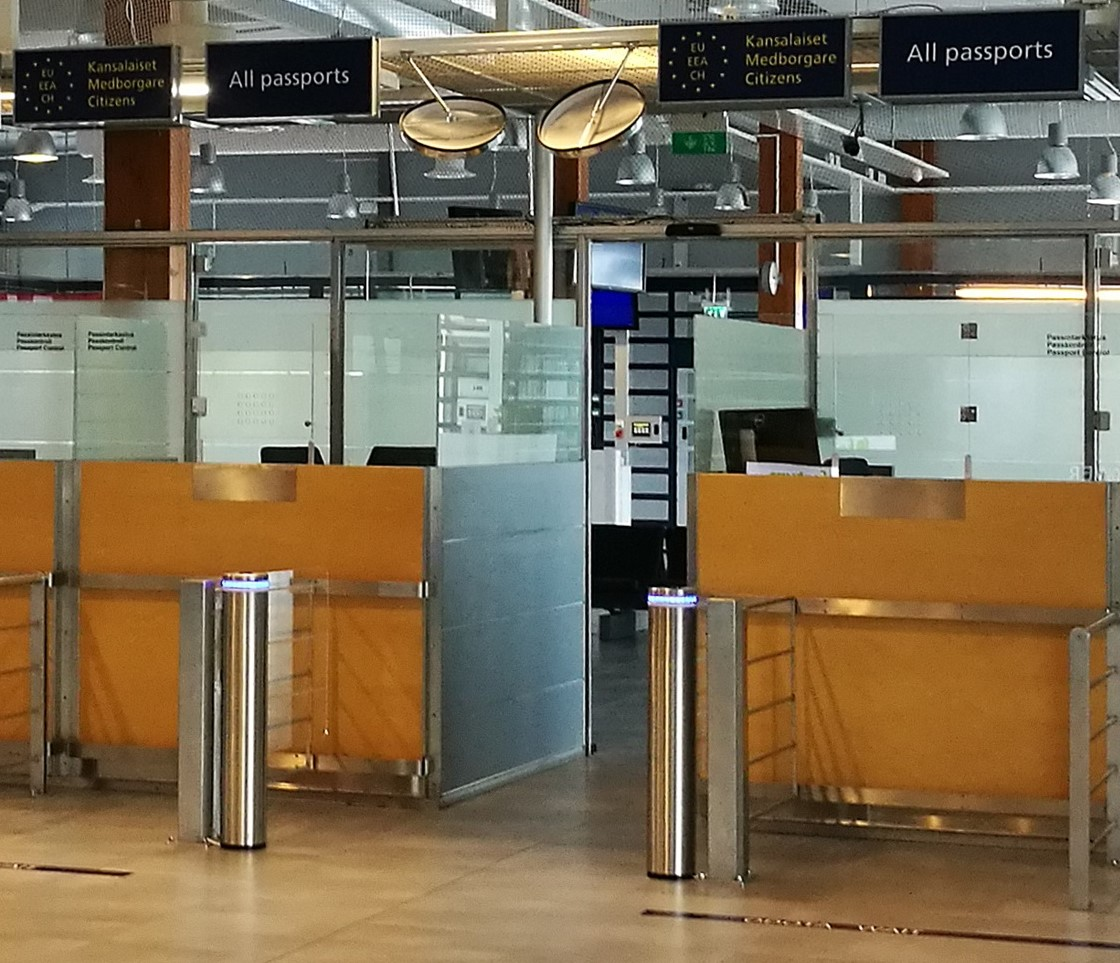
Кабіни прикордонного контролю в залі вильоту в аеропорту Оулу у Фінляндії, які будуть укомплектовані фінською прикордонною службою, коли рейс виконується до пункту призначення за межами Шенгенської зони. Знак «ЄС/ЄЕЗ/Швейцарія громадяни» або «Всі паспорти» над кабінками може бути освітлений.

Громадяни третіх країн, які є членами сім’ї громадян ЄЕЗ та Швейцарії, реалізуючи своє право на вільне пересування, і які мають карту проживання члена сім’ї громадянина Союзу, видану їх приймаючою країною ЄЕЗ, можуть відвідувати іншу країну-члена ЄЕЗ або Швейцарію без візи. для короткого перебування до трьох місяців у кожній державі-члені. «Член сім’ї» визначається як подружжя/партнер, будь-які їхні діти віком до 21 року або утриманці (включаючи подружжя/партнера) і утриманці батьків (включаючи подружжя/партнера).
Власники посвідки на проживання члена сім’ї громадянина Союзу, виданої державою-членом Шенгенської угоди, можуть подорожувати до іншої країни-учасниці Шенгенської угоди без візи незалежно від того, чи подорожують вони самостійно, чи супроводжують або приєднуються до свого члена сім’ї громадянина ЄЕЗ/Швейцарії. Однак власники посвідки на проживання члена сім’ї громадянина Союзу, виданої Болгарією, Хорватією, Кіпром, Ірландією та Сполученом Королівством, можуть подорожувати до Шенгенської зони без візи, лише якщо вони супроводжують або приєднуються до свого члена сім’ї громадянина ЄЕЗ/Швейцарії. Громадяни Сполученого Королівства мають подати заявку на отримання картки до 30 червня 2021 року.
Якщо член сім’ї, що не входить до ЄЕЗ, є громадянином Додатку I, який з’являється на кордоні без карти проживання члена сім’ї громадянина Союзу чи в’їзної візи, але може продемонструвати свої родинні зв’язки з ЄЕЗ/Швейцарією громадян іншим шляхом, то віза повинна бути видана на кордоні безкоштовно та дозволений в’їзд.
Проте станом на грудень 2008 року право на в’їзд членів сімей громадян ЄЕЗ/Швейцарії, викладене в статтях 5(2) і 5(4) Директиви 2004/38/EC, було неправильно перенесено в законодавство Бельгії, Латвії та Швеції., і взагалі не транспоновано Австрією, Данією, Естонією, Італією, Литвою, Німеччиною та Словенією. П’ять держав-членів не дотримуються Директиви, оскільки члени сім’ї, які не є членами ЄЕЗ, все ще можуть зіткнутися з труднощами (відмова транспортною компанією в посадці на судно, відмова у в’їзді прикордонною поліцією) під час подорожі до цих країн, використовуючи свою карту проживання, видану інша країна-член ЄС. Все ще може знадобитися віза чи інший документ(и).

### Місцевий прикордонний рух на зовнішніх кордонах

Зовнішні кордони Шенгену або ЄС, які мають дозволи на місцевий прикордонний рух.

Держави Шенгенської угоди, які мають спільний зовнішній сухопутний кордон з державою, що не є членом ЄС, мають право на підставі Регламенту ЄС 1931/2006 укладати або підтримувати двосторонні угоди з сусідніми третіми країнами з метою впровадження режиму малого прикордонного руху. Такі угоди визначають прикордонну територію, яка може простягатися максимум на 50 км по обидві сторони кордону та передбачають видачу жителям прикордонної зони дозволів на місцевий прикордонний рух. Дозволи можуть використовуватися для перетину зовнішнього кордону ЄС у прикордонній зоні, вони не мають печатки про перетин кордону та повинні містити ім’я та фотографію власника, а також заяву про те, що його власник не має права пересуватися за межі прикордонної зони та що будь-яке зловживання підлягає покаранню.
Дозволи видаються терміном дії від одного до п’яти років і дозволяють перебувати в прикордонній зоні до трьох місяців. Дозволи можуть бути видані лише законним мешканцям прикордонної території, які проживали в прикордонній зоні не менше одного року (або довше, якщо це передбачено двосторонньою угодою). Заявники на отримання дозволу повинні довести, що вони мають законні підстави для частого перетину зовнішнього сухопутного кордону в режимі малого прикордонного руху. Країни Шенгенської угоди повинні вести центральний реєстр виданих дозволів і повинні надавати негайний доступ до відповідних даних іншим державам Шенгенської угоди.
Власники дозволів на місцевий прикордонний рух можуть витрачати до 3 місяців кожного разу, коли вони в'їжджають на прикордонну територію країни, яка видала дозвіл (цей термін набагато більший, ніж зазвичай "90 днів протягом 180-денного періоду" надається громадянам третіх країн, які відвідують шенгенську зону).
Перед укладенням угоди з сусідньою країною Шенгенська держава має отримати схвалення від Європейської Комісії, яка має підтвердити, що проєкт угоди відповідає Регламенту. Угода може бути укладена лише в тому випадку, якщо сусідня держава надасть принаймні взаємні права громадянам ЄЕЗ та Швейцарії, які проживають на шенгенській стороні прикордонної зони, і погодиться на репатріацію осіб, які порушують угоду про кордон.
Станом на  червень 2017 набрали чинности десять угод про місцевий рух:
- Угорщина–Україна з січня 2008 р.[223]
- Словаччина–Україна з вересня 2008 р.[223]
- Польща–Україна в липні 2009 р.[223]
- Румунія–Молдова з жовтня 2010 р.[223]
- Латвія–Білорусь з лютого 2012 р.[224]
- Норвегія–Росія з травня 2012 р.[225]
- Польща–Росія (Калінінградська область) з липня 2012[226] (призупинено з липня 2016)[227]
- Латвія–Росія з червня 2013 р.[228]
- Румунія–Україна з травня 2015 р.[225]
- Угода між Хорватією та Боснією та Герцеговиною застосовується на тимчасовій основі до ратифікації[225].

28 квітня 2014 року Молдова була віднесена до громадянства «Додатку II». 11 червня 2017 року Україну було віднесено до громадянства «Додатку ІІ». Таким чином, громадянам Молдови та України, які мають біометричні паспорти, більше не потрібна віза для в’їзду до Шенгенської зони та Румунії, таким чином уникаючи необхідности подавати заяву на дозвіл місцевого прикордонного руху (якщо вони не бажають провести більше 90 днів протягом 180 днів період, дозволений безвізовим режимом, враховуючи, що власники дозволів на місцевий прикордонний рух можуть перебувати протягом 3 місяців у прикордонній зоні під час кожного в’їзду).
Існують або були плани укладення угод про місцевий прикордонний рух між Литвою та Росією, Польщею та Білоруссю, Болгарією та Сербією та Болгарією та Північною Македонією. Угода між Польщею та Білоруссю мала набути чинности до 2012 року, але була відкладена Білоруссю без встановлення дати виконання (станом на жовтень 2012 року).
Наприкінці 2009 року Норвегія почала видавати однорічні багаторазові візи росіянам з Мурманської області, а пізніше — з Архангельської області без звичайної вимоги мати сім’ю чи ділового партнера в Норвегії, які називаються Поморськими візами. Фінляндія не планує видавати дозволи на кордоні, але в 2011 році видала понад мільйон звичайних віз для росіян, і багато з них багаторазові візи. ЄС планував дозволити термін дії до 5 років багаторазових віз для росіян.
Існує також подібна система дозволів на місцевий прикордонний рух між Іспанією та Марокко щодо Сеути та Мелільї. Ця система старіша і була включена в угоду про приєднання Іспанії до Шенгенської зони 1991 року. У цьому випадку є перевірка особи для всіх, хто подорожує в інші частини Шенгенської зони (можливо лише на човні та літаку). Такі перевірки не є правилом для інших зон малого прикордонного руху.

### Держави кандидатки на членство в ЄС

#### Західні Балкани
Громадяни Албанії, Боснії та Герцеговини, Чорногорії, Північної Македонії та Сербії можуть в’їжджати до Шенгенської зони без візи. 30 листопада 2009 року Рада міністрів внутрішніх справ та юстиції ЄС скасувала візові вимоги для громадян Чорногорії, Північної Македонії та Сербії, а 8 листопада 2010 року вона зробила те саме для Албанії та Боснії та Герцеговини. Перше набрало чинности 19 грудня 2009 року, а друге — 15 грудня 2010 року.
4 травня 2016 року Європейська комісія запропонувала безвізовий режим для громадян Косова. Європейська комісія запропонувала Раді Європейського Союзу та Європарламенту скасувати візові вимоги для жителів Косово, перенісши Косово до безвізового списку для короткострокового перебування в Шенгенській зоні. Пропозиція представлена разом із позитивною оцінкою комісії, яка підтверджує, що Косово виконало вимоги своєї дорожньої карти лібералізації візового режиму.
19 січня 2012 року Європейська комісія розпочала діалог щодо лібералізації візового режиму з Косово. У червні 2012 року Комісія передала косовській владі дорожню карту лібералізації візового режиму, у якій визначено законодавство та інституційні заходи, які Косово має прийняти та впровадити для просування до лібералізації візового режиму.
Переговори про лібералізацію візового режиму між ЄС і Західними Балканами (за винятком Косово) були розпочаті в першій половині 2008 року і завершилися в 2009 (для Чорногорії, Північної Македонії та Сербії) і 2010 (для Албанії та Боснії та Герцеговини). До повного скасування віз країни Західних Балкан (Албанія, Боснія і Герцеговина, Чорногорія, Північна Македонія та Сербія) у 2008 році підписали «угоди про спрощення візового режиму» з країнами Шенгенської угоди. Угоди про спрощення візового режиму на той час мали скоротити періоди очікування, знизити візові збори (зокрема, безкоштовні візи для певних категорій мандрівників) і скоротити документообіг. Однак на практиці нові процедури виявилися довшими, громіздкішими, дорожчими, і багато людей скаржилися, що отримати візи було простіше до того, як угоди про спрощення набули чинности.

#### Україна
18 червня 2007 Україна уклала з Європейським Співтовариством угоду про спрощення оформлення віз. Ця угода набула чинности з 1 січня 2008.
22 березня 2010 Рада Європейського Союзу із закордонних справ почала розглядати можливість підписання «дорожньої карти» стосовно впровадження безвізового режиму з Україною. На засіданні йшлося про пакет заходів, що ЄС може запропонувати Україні, зокрема мова йшла про «дорожню карту» безвізового режиму, в обмін на проведення внутрішніх реформ.
З 11 червня 2017 візові вимоги для громадян України скасовано.

## Співпраця поліцій та судів

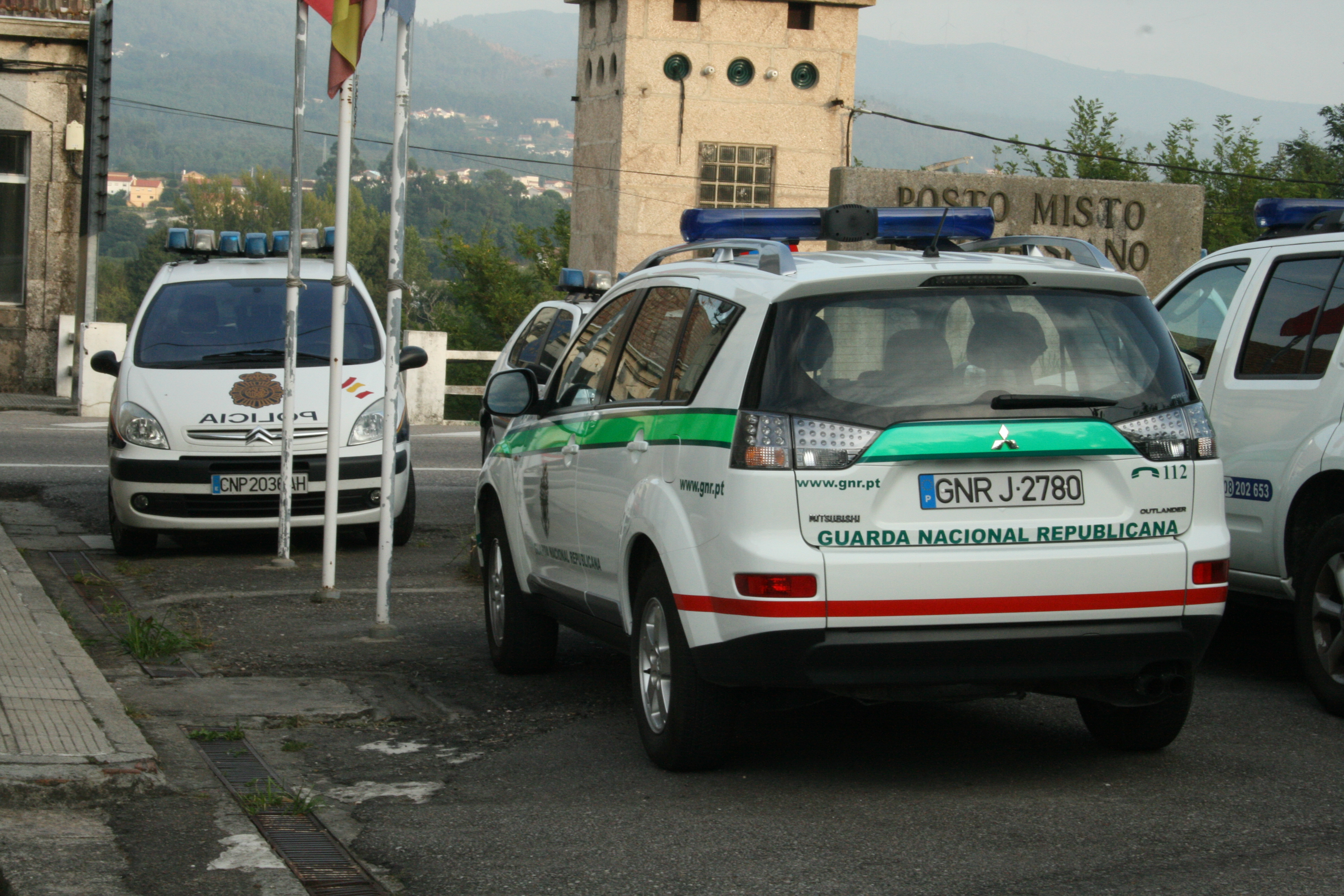
Іспанські та португальські поліцейські машини в центрі поліцейського співробітництва Іспанії та Португалії (іспанською: Comisaría Conjunta Hispano-Lusa; португальською: Centro de Cooperación Policial) у Туї на португальсько-іспанському кордоні

Щоб протистояти потенційно обтяжуючим наслідкам скасування прикордонного контролю щодо незадокументованої імміграції та транскордонної злочинности, Шенгенське законодавство містить компенсаційні поліцейські та судові заходи. Головною з них є Шенгенська інформаційна система (ШІС), база даних, якою керують усі країни ЄС і Шенгенської угоди, яка до січня 2010 року містила понад 30 мільйонів записів, а до січня 2014 року містила понад 50 мільйонів записів, згідно з опублікованим документом. у червні 2015 року Радою Європейського Союзу. Близько 1 мільйона записів стосуються осіб, 72 % з яких не мають права в'їзду та перебування в Шенгенській зоні. Лише 7 % осіб, зареєстрованих у базі даних ШІС, були зниклими безвісти.
Переважна більшість записів даних у ШІС, близько 49 мільйонів, стосуються втрачених або викрадених об'єктів. Європейська Рада повідомляє, що в 2013 році влада виявляла в середньому 43 викрадені автомобілі на день за допомогою бази даних ШІС.
Перелік органів ЄС, які мають доступ до ШІС, щорічно публікується в Офіційному віснику Європейського Союзу. Станом на 24 червня 2015 року базою ШІС можуть користуватися 235 органів влади. Базою даних ШІС оперативно керує Eu-LISA.
Шенгенська угода також дозволяє поліцейським з однієї країни-учасниці стежити за підозрюваними через кордон як по гарячих слідах, так і для продовження операцій зі спостереження, а також для посилення взаємної допомоги у кримінальних справах.
Шенгенська конвенція також містила заходи, спрямовані на спрощення екстрадиції між країнами-учасницями, однак тепер вони включені до системи європейських ордерів на арешт.

## Правова основа

### Положення в договорах Європейського Союзу
Правова основа для Шенгену в договорах Європейського Союзу була включена в Договір про заснування Європейського Співтовариства через пункт 15 статті 2 Амстердамського договору. Це додало новий заголовок під назвою «Візи, притулок, імміграція та інша політика, пов'язана з вільним пересуванням осіб» до договору, який зараз пронумерований як Розділ IV і містить статті з 61 по 69. Лісабонська угода суттєво змінює положення статей у назві, перейменовує назву на «Простір свободи, безпеки та юстиції» та ділить її на п'ять розділів, які називаються «Загальні положення», «Політика щодо перевірок на кордоні, притулку та імміграції», «Судове співробітництво у цивільних справах», «Судове співробітництво у кримінальних справах» та «Поліцейське співробітництво».

### Шенгенська угода та Шенгенська конвенція
Шенгенська зона спочатку мала свою правову базу за межами тодішнього Європейського економічного співтовариства, яка була створена підгрупою держав-членів Співтовариства з двома міжнародними угодами:
- Шенгенська угода 1985 року — Угода між урядами держав Економічного Союзу Бенілюкс, Федеративної Республіки Німеччини та Французької Республіки про поступове скасування перевірок на їхніх спільних кордонах.
- Шенгенська конвенція 1990 року — Конвенція про виконання Шенгенської угоди від 14 червня 1985 року між урядами держав Економічного Союзу Бенілюксу, Федеративної Республіки Німеччини та Французької Республіки про поступове скасування перевірок на їхніх спільних кордонах.

Після інкорпорації до основної частини права Європейського Союзу Амстердамським договором Шенгенська угода та Конвенція були опубліковані в Офіційному віснику Європейських Співтовариств за рішенням Ради Міністрів. У зв'язку з цим Угода та Конвенція можуть бути змінені нормативними актами.